# Historia del Athletic Club
El Athletic Club, comúnmente llamado Athletic, es un club de fútbol español de la villa de Bilbao, en Vizcaya (País Vasco). Fue fundado en 1898 y juega en la Primera División de España. Es, junto con el F. C. Barcelona y el Real Madrid C. F., uno de los tres clubes que han disputado todas las temporadas en la Primera División.
El Athletic Club es el cuarto club de la liga española con mayor número de títulos de liga, teniendo en su haber 8 campeonatos de la liga. También ha obtenido 25 campeonatos de la copa; tres Supercopas de España, una Copa Eva Duarte, una Pequeña Copa del Mundo de Clubes, un subcampeonato de la Copa Latina, un subcampeonato de la Copa de la UEFA y un subcampeonato de la UEFA Europa League. En la clasificación histórica de LaLiga ocupa el quinto puesto, por detrás de Real Madrid C. F., el F. C. Barcelona, el Club Atlético de Madrid y el Valencia C.F. El club cuenta también con un equipo femenino, el cual ha conquistado 5 campeonatos de la Superliga Española.
Su actual estadio es San Mamés, inaugurado en 2013. Construido en el solar de la antigua Feria de Muestras de Bilbao, ocupa una parte de los terrenos del anterior estadio, también llamado San Mamés y conocido como «la catedral», que fue inaugurado en 1913 y demolido en 2013, tras la finalización del campeonato de Liga. En ese momento era el único estadio que había albergado todas las temporadas de Primera División desde la fundación de esta.
El club vizcaíno es famoso por su política deportiva, pues juega solamente con jugadores nacidos o formados futbolísticamente en el País Vasco y las denominadas provincias vascas (vid. infra. Filosofía del club), haciendo honor a su lema: «Con cantera y afición, no hace falta importación.» Por otro lado, es uno de los cuatro únicos clubes profesionales de España, junto a Real Madrid, Barcelona y Osasuna, que no es una sociedad anónima deportiva, de manera que la propiedad del club recae en sus socios.
El Real Madrid, el F. C. Barcelona y la Real Sociedad son los rivales históricos del Athletic. Con los dos primeros, los rojiblancos han disputado muchas ligas y copas; hoy en día los partidos entre estos equipos se consideran un clásico de la Liga española. Con la Real Sociedad existe una rivalidad especial, cuando juegan entre ellos disputan el clásico derbi vasco. También existe cierta rivalidad con otros equipos como C. A. Osasuna o Racing de Santander, entre otros.

## Fundación y primeros años

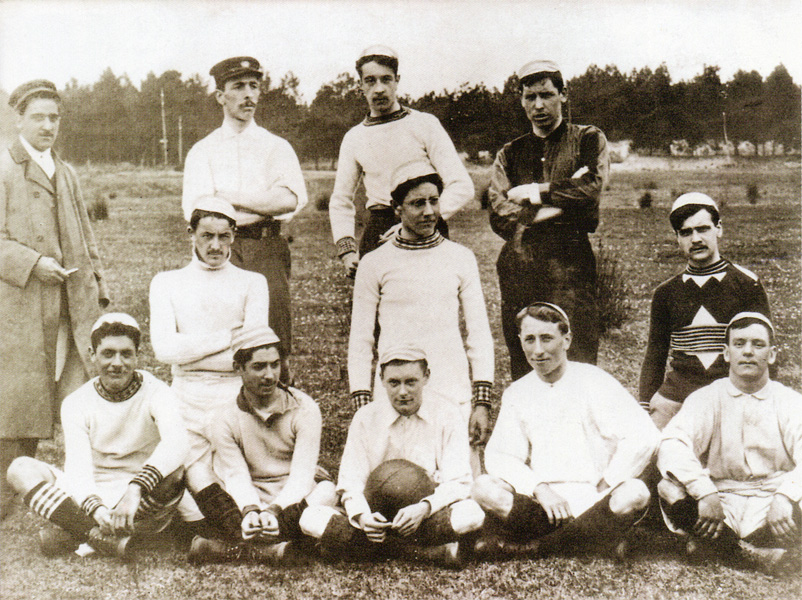
Primer equipo fotografiado del Athletic Club (1901).

A partir de 1892 se comenzó a jugar a fútbol en Vizcaya. El presidente del Club Athleta de Astilleros del Nervión, el británico H. Jones, pidió permiso a las autoridades para jugar en el hipódromo de Lamiaco, situado en el pueblo de Lejona. Los primeros en jugar fueron británicos que trabajaban en la zona y dedicaban sus ratos libres a practicar este nuevo deporte, que pronto despertó expectación por parte de los vizcaínos. En 1894, ya era tradición ver a los ingleses practicando el football en Lamiaco, por ello el campo pasó a ser conocido como «Campa de Averly» o «Campa de los Ingleses». Pronto los vizcaínos también comenzaron a participar en estos partidillos y se unieron a los ingleses. El 4 de mayo de 1894, los locales retaron a los británicos a un partido; este evento despertó gran expectación y tuvo una gran afluencia de público. Los británicos ganaron por cinco goles, tras lo que invitaron a los vizcaínos a pollo asado, a modo de consuelo.
Poco después, unos jóvenes del Gimnasio Zamacois de Bilbao, aficionados al nuevo deporte, comenzaron a jugar en Lamiaco. Entre ellos estaban Juan «Juanito» Astorquia, Alejandro Acha, los hermanos Iraolagoitia, Eduardo Montejo, Enrique Goiri y Luis Márquez. De aquellos partidos salió en 1898 la idea de fundar una sociedad futbolística, a la que llamaron Athletic Club. A finales de 1900 surgió otro equipo, el Bilbao Football Club. Carlos Castellanos, que trajo el primer balón a Bilbao, fue su primer presidente.
La entidad registró sus estatutos en el Gobierno Civil de Vizcaya el 28 de agosto de 1901 y celebró su primera asamblea el 5 de septiembre del mismo año, constituyéndose legalmente la sociedad Athletic Club, si bien desde 1898 jugaban bajo esa denominación. Se redactó el reglamento de la entidad, integrada por 33 socios, y se nombró la primera directiva, con Luis Márquez Marmolejo como presidente. El resto de miembros del equipo directivo fueron Francisco Javier Íñiguez Carreras como vicepresidente, José María Barquín Eguía como tesorero-contador, Enrique Goiri Bayo como secretario, y un amplio número de vocales. El primer capitán del equipo fue Juan Astorquia Landabaso.
Ambos equipos disputaron numerosos encuentros en Lamiaco, y la rivalidad entre ellos fue aumentando. El 19 de enero de 1902 jugaron el primer partido de pago celebrado en Vizcaya (30 céntimos o tres perras gordas). Aquel día el Athletic estrenó uniforme. Aparecieron con una camiseta con dos mitades, azul y blanca, pantalón azul y medias azul oscuro con borla blanca. Y lo celebraron ganando al Bilbao F. C. por tres goles a dos.

### Athletic Club, Bilbao F. C. y Bizcaya

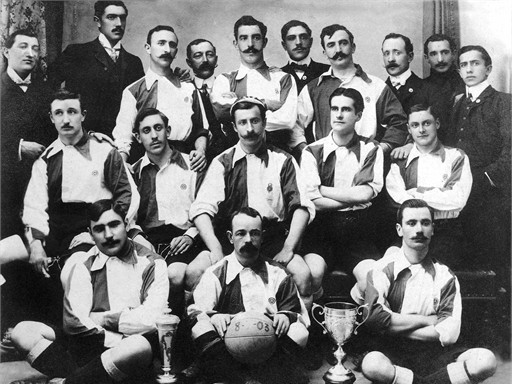
La plantilla del Athletic Club con la primera Copa de España, en 1903.

El Athletic comenzó su andadura en la primavera de 1902, se celebró el primer torneo nacional de fútbol en España, como parte de los festejos de la mayoría de edad del nuevo monarca, Alfonso XIII. El trofeo recibió el nombre de Copa de la Coronación. Para disputarlo, el Athletic Club y el Bilbao Football Club se unieron formando el Bizcaya. Disputaron su primer partido nacional el 13 de mayo de 1902 en Madrid, en el Estadio de Hipódromo, donde se goleó al Club Español de Football por 5 goles a uno. Los goles fueron obra de Juan Astorquia, Dyer de penalti y de Evans en 3 ocasiones. El gol del honor del equipo españolista lo marcaría Ponz. La primera alineación del Bizcaya en competición nacional de Copa fue la siguiente: Luis «Luisón» Arana, Pedro Larrañaga, José Arana, Enrique Goiri, Ricardo Ugalde, Ramón Anselmo Silva, Alejandro de la Sota, Juan Astorquia, William Llewellyn Dyer, Raymond Cazeaux y Walter Evans. En el segundo partido el Bizcaya goleó al New Football Club por un contundente 8-1, que le permitió pasar a la final del campeonato, en la que se impuso al F. C. Barcelona por 2-1, en el hipódromo de Madrid, los goles bilbaínos fueron de Juan Astorquia y Cazeaux a fecha 15 de mayo de 1902.
Aunque la afición al fútbol crecía imparable, los dos clubes bilbaínos tenían problemas económicos. Los socios dejaron de apoyar firmemente a las dos entidades, y el Bilbao F. C. desapareció el 29 de marzo de 1903, pasando sus socios al Athletic. En 1902-1903, el Athletic ya con su nombre habitual disputó 2 partidos amistosos ambos serían frente al Burdigala con victoria del club bilbaíno por 0-4 y 3-1. En Copa del Rey el Athletic volvió a ganar al Club Español de Football esta vez por un claro 4-0, pasando de esta forma a la final disputada el 8 de abril de 1903 frente al Madrid F. C. por 3-2 con goles de Cazeaux, Montejo y de De la Sota para el club bilbaíno, por parte del Madrid F. C. marcarían Valdeterrazo y Neyra. El primer equipo campeón del Athletic en torneo nacional fue el siguiente: Acha, Luis Cosme Damián Silva, Amador Arana, Goiri, George P. Cockram, Manuel Don Manolito Ansoleaga, Alejandro de la Sota, Montejo, Juan Astorquia, Cazeaux y Evans.

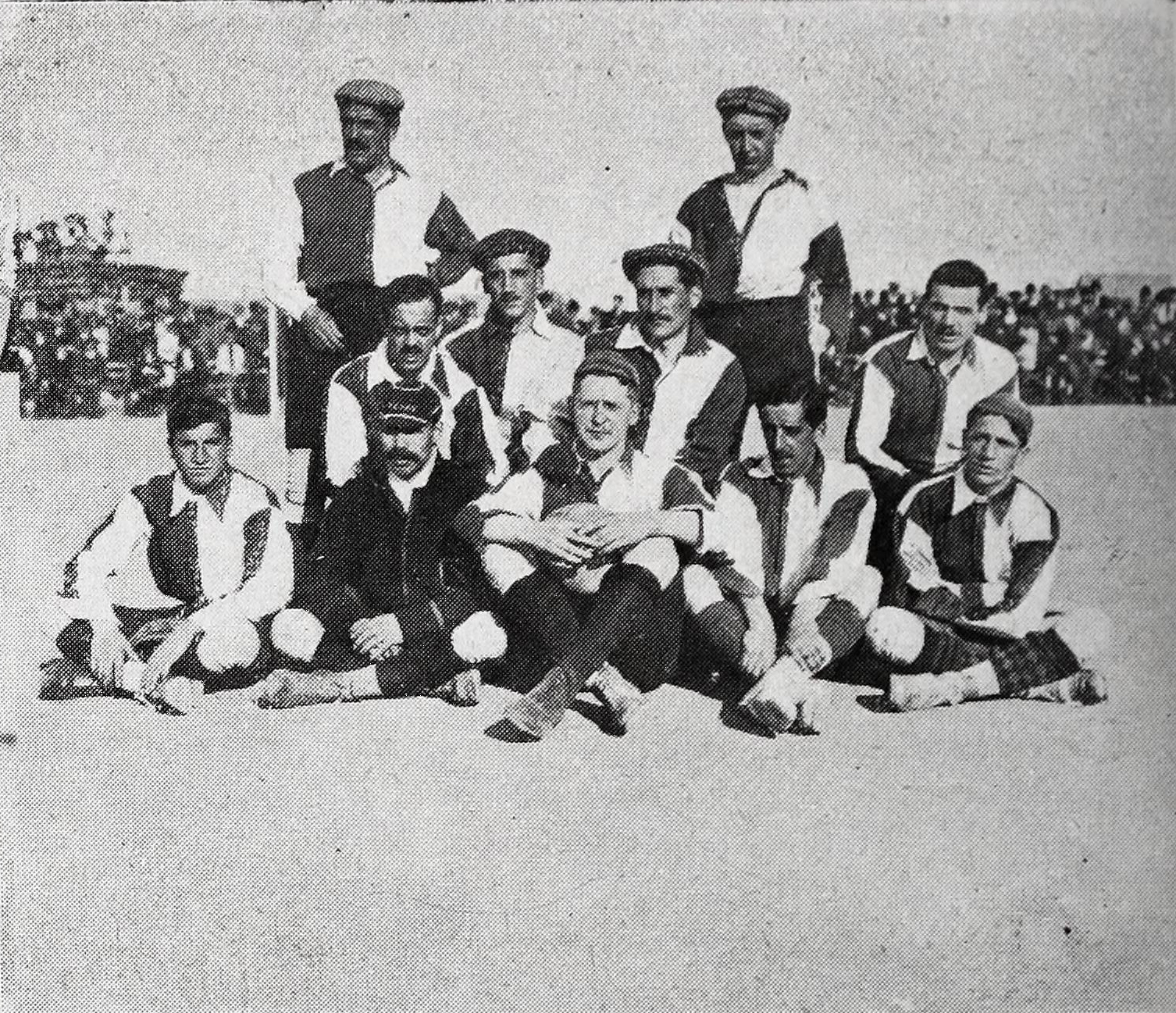
Jugadores del Athletic Club que disputaron el campeonato de España de 1909 en Madrid

En 1904, el Athletic disputa un partido amistoso en Jaén frente al Madrid F. C., con el resultado de 2-1 para el club rojiblanco, en la Copa del Rey el Athletic debía disputar la final frente al Club Español de Madrid, el Athletic pudo proclamarse campeón puesto que no se disputó la final. A pesar de conseguir la Copa de España en 1903 y 1904, en el Athletic también había dificultades. Los jugadores se quejaban de que Lamiaco les quedaba lejos para ir a entrenar. Y muchos socios no pagaban las cuotas. El 15 de noviembre de 1903, se convocó una junta para disolver el club. Pero el empeño mostrado por socios como Acha salvó la situación.
Para jugar la Copa de 1907, el Athletic aprovechó la presencia de algunos jugadores del histórico The Union vizcaíno de 1901, y resucitó al Bizcaya para luchar de nuevo por el título. El torneo se disputó en formato de liguilla, clasificándose los dos primeros para la final. En la previa, el Bizcaya venció al Madrid F. C. (3-2), al Salamanca T. F. B. (5-0), y al Recreativo de Huelva (4-0). Solo perdió ante el Vigo Sporting, por 2-1 (en este partido se pitó un penalti a favor del Bizcaya, pero lo tiraron fuera a propósito alegando que «no era bonito ganar así»). La final fue contra el Madrid F. C., que derrotó al Bizcaya 1-0. Para la Copa de 1909 el Athletic tenía la intención de unirse con el Club Ciclista de San Sebastián (que después pasaría a ser la Real Sociedad de Fútbol). Se jugó un partido amistoso entre estos dos conjuntos, que provocó malestar tanto en unos como en otros, lo que dificultó la idea de una posible fusión para la Copa. Finalmente, el Athletic no logró unirse al Club Ciclista de San Sebastián, siendo además los guipuzcoanos quienes se hicieron con el título copero. La rivalidad entre ambos equipos se ha mantenido desde entonces.

### Sucursal en Madrid

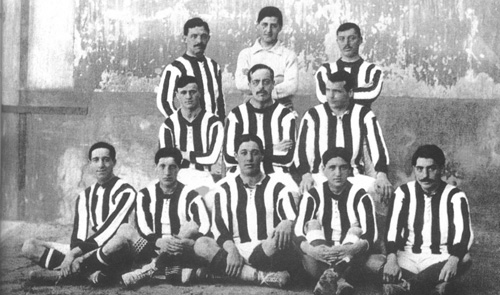
El Athletic Club de Madrid en 1911, con Manuel Garnica, goleador ese año en la final del Campeonato de España que conquistó el Athletic Club de Bilbao gracias a que jugó "prestado".

El éxito de la primera edición de la Copa desembocó en la creación por parte de estudiantes vascos en Madrid, como Enrique Allende y Ricardo de Gondra, del Athletic Club (sucursal de Madrid), si bien funcionaron como entidades distintas, con presidentes y asambleas generales propias. No obstante, al tratarse de una sucursal, los madrileños no podían enfrentarse a los bilbaínos en competición oficial, pues eran el mismo club. Asimismo, era habitual que en los partidos de la Copa del Rey, el Athletic alinease a jugadores de la sucursal de Madrid; tal era así, que para jugar las finales de Copa de 1904 y 1905 el club vasco tuvo que recurrir a futbolistas de su filial madrileño, ya que no viajaron suficientes para completar el once.
El 20 de febrero de 1907, el Athletic Club de Madrid se inscribió en el Registro de Asociaciones y obtuvo una personalidad jurídica propia y diferenciada de la del Athletic, por lo que dejó de ser una sucursal a nivel societario. Sin embargo, deportivamente siguió existiendo vinculación entre los dos equipos, y el conjunto vizcaíno continuó convocando a los jugadores del Athletic Club de Madrid para que disputaran bajo su enseña el Campeonato de España. Por ejemplo, el madrileño Manuel Garnica Serrano fue uno de los goleadores en la final de 1911 que ganó el Athletic Club. Sin embargo, las convocatorias decayeron en 1912, cuando se originó la primera versión de la llamada filosofía del Athletic Club, conforme a la cual solo podían competir jugadores vizcaínos. Además, el entonces presidente del equipo madrileño, Julián Ruete, avanzó en la independencia con respecto al club vizcaíno. En 1917, el Athletic Club de Madrid ya contaba con un escudo propio puramente madrileño, con la osa y el madroño, distinto del que lucía el Athletic Club, y finalmente, en 1921, el equipo madrileño se desvinculó del Athletic Club. El proceso se hizo oficial en la Asamblea General de Socios del Athletic Club de Madrid el 4 de octubre de 1924, en el cual el club madrileño reformó completamente los estatutos y reglamentos, eliminando toda mención a la dependencia con el club bilbaíno.

## Pichichi y los «leones» de San Mamés (1909-1922)

### De Jolaseta a San Mamés
Corría el año 1909, y el campo de Lamiaco no reunía las condiciones necesarias para un club en crecimiento como lo era el Athletic. Por este motivo, la junta directiva comenzó a buscar nuevos terrenos donde jugar. Al año siguiente, optan por jugar en el campo de Jolaseta, que había sido construido recientemente por la Sociedad de Terrenos de Neguri. En ese campo fue donde por primera vez el Athletic vistió de rojiblanco; fue el 9 de enero de 1910, y el rival, el Sporting de Irún.
En Jolaseta se celebró por primera vez en Vizcaya el Campeonato nacional de Copa, que reunió a 10 equipos. Aquella Copa de 1911 fue para el Athletic. Pero Jolaseta no era un lugar demasiado cómodo para el club, debido a la distancia entre Neguri y Bilbao. El 10 de diciembre de 1912, la junta directiva presidida por Alejandro De la Sota decidió que lo más conveniente era construir un nuevo campo. Al principio, se barajó la posibilidad de hacerlo en el bilbaíno barrio de Onchena (hoy Indauchu), pero aquella idea fue descartada. Finalmente, se acordó construirlo en unos terrenos situados junto al asilo de San Mamés, cercanos a la Gran Vía bilbaína. Su compra supuso al club un gasto de 89 000 pesetas, una cifra elevada para la época.
El arquitecto Manuel María Smith fue el encargado de diseñar los planos del primer San Mamés. San Mamés fue un mártir que fue arrojado a los leones, de ahí que a los jugadores del Athletic se les conozca con el sobrenombre de los leones. El Athletic debía pagar 50 000 pesetas para su construcción, por lo que abrió una suscripción popular en la que se recaudaron 40 770. El 20 de enero de 1913 comenzaron las obras.
Siete meses después, el campo de San Mamés, de más de 7000 localidades, estaba ya terminado. La inauguración tuvo lugar el 21 de agosto de 1913, y para ello se celebró un torneo triangular entre el club londinense Shepherd´s Bush, el Racing de Irún y el Athletic.
El primer jugador en marcar en el recién inaugurado campo Pichichi. Otro león, Severino Seve Zuazo, tuvo el honor de ser el primero en tocar el balón. Un cronista de La Gaceta del Norte realizó la siguiente valoración sobre el nuevo campo de San Mamés:

«El nuevo campo, ¿estupendo? Estupendo es poco. ¿Maravilloso? Maravilloso no se parece bastante. ¿Colosalísimo? Puede que más sea ese el juicio que ha merecido el campo de foot-ball, que ayer inauguró el Athletic, a los millares y millares de personas que se extendieron por las graderías y paseos de aquel encantador jardín. Diógenes Orueta, el floricultor admirable, ha hecho allí un trabajo de gran artista y nos ha presentado una monada de campo. Smith, el ingenioso arquitecto, ha sabido trazar no solo unas líneas muy lindas, sino que lo ha llevado a la realidad. Las ha dado vida, porque entre aquellos amenos campos, parecía como que uno volvía a vivir.»

### «Reyes de Copas» con Pichichi
Acababan de ganar la Copa de 1914 cuando llegó a Bilbao desde Inglaterra un nuevo entrenador, William Edwin Barnes. Con él se pretendía dar un aire más moderno al juego del equipo, al cual le hacía falta más técnica y organización. En aquellos tiempos, se jugaban gran cantidad de partidos amistosos contra equipos vecinos, y también extranjeros, venidos de todas partes de Europa y Sudamérica. De esa forma se cubría el calendario, ya que las únicas competiciones existentes eran la Copa del Rey y el Campeonato Regional, y debido al escaso número de participantes, resultaban muy breves.

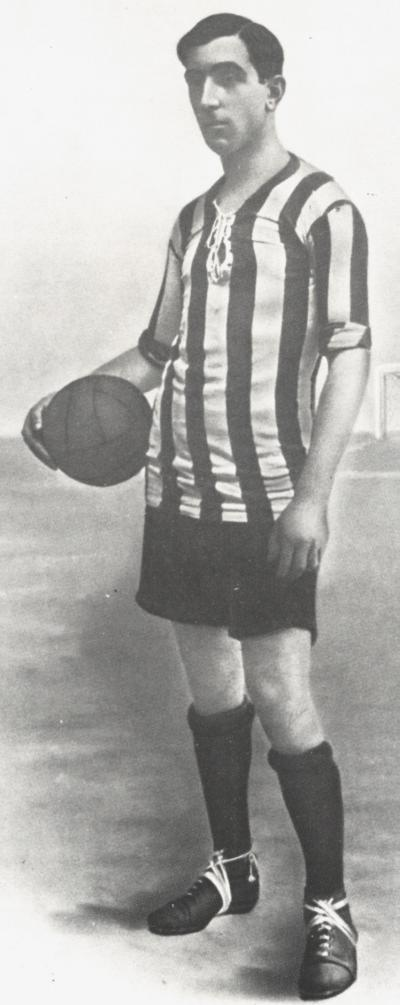
Rafael Mreno Aranzadi, Pichichi.

Por entonces, comenzó a destacar en el Athletic un jugador llamado Rafael Moreno, apodado Pichichi. Su fama era tal que varios equipos ingleses le ofrecieron contratos con muy buenas condiciones, pero él prefirió quedarse en Bilbao.

«Mi primo Pichichi es el mejor jugador del Athletic y el mejor jugador de España, todos lo dicen. Tiene un shoot tremendo, por bajo y muy bien dirigido, que no hay goal-keeper que pueda pararlo. No falla un penalty [sic.]. Pero sobre todo sabe driblar como nadie y es capaz de correr el campo, de un goal a otro, con el pelotón pegado a los pies sin que nadie se lo pueda quitar, hasta meter un goal genial. También es extraordinario en los remates de cabeza, sobre todo en los corners [sic.]. Cuando el Athletic va mal en algún partido, el público espera siempre una de esas genialidades de Pichichi que remedie la situación, y Mario Ugarte, Rolando y muchos otros le gritan pidiendo un esfuerzo heroico. Lo malo es que a veces juega demasiado individualmente y esto le pierde....»
Descripción de Pichichi en Vivir no es fácil, por Alfonso María Moreno S. J.

Mientras tanto, el Athletic volvía a conquistar de nuevo el campeonato de Copa, venciendo en la final de 1915 al R. C. D. Español por un contundente 5-0. Los goles fueron obra de Pichichi (3), Félix Zubizarreta y Germán Maneras Echevarría. Al año siguiente, 1916, el Athletic volvió a proclamarse campeón de Copa. Al ser la tercera vez consecutiva, el club consiguió quedarse con el trofeo en propiedad. En aquella ocasión, el equipo derrotado en la final fue el Madrid F. C., que cayó ante los leones por 4-0.
He aquí un extracto de la crónica de aquella final de 1916 publicada en el periódico ABC:

...Por tercera vez consecutiva es campeón de España el Athletic de Bilbao, ganando en propiedad, con el partido de ayer en Barcelona, la Copa del Rey. Bien merecido lo tiene que su entusiasmo por el deporte, su inmensa labor de entrenamiento y la fe con que juega le hacen acreedor al triunfo. Rindiendo tributo a la verdad, hay que confesar que el juego sagrado de este deporte se ha mantenido vivo por el equipo campeón de Copa. Ha sido siempre el punto de mira de todos los equipos el competir y vencer al Athletic. Yo le envío desde estas columnas una calurosa felicitación...

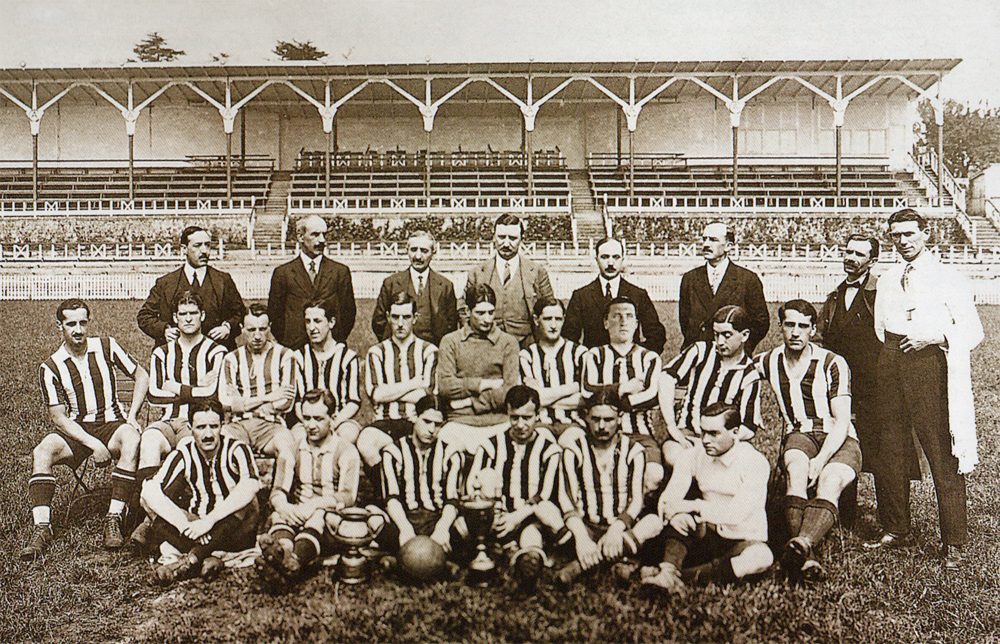
Plantilla del Athletic Club en 1915. Al fondo, la tribuna principal del recién construido San Mamés.

En la temporada 1916-17 los bilbaínos se quedaron sin entrenador y emergió con fuerza el Arenas Club de Gecho, quien logró superar al Athletic en el Campeonato Regional y se clasificó así para disputar la Copa del Rey, de la que acabó finalista. Los rojiblancos tampoco pudieron presentarse a la Copa de 1918 por diversas circunstancias, y por la retirada obligada de varios jugadores importantes como Esteban Eguía, Luis María Solaun y el guardameta Cecilio Ibarreche, entre otros. En 1919, mientras el Athletic trataba de formar un equipo sólido, el Arenas triunfaba en Vizcaya y en toda España proclamándose campeón de Copa por primera y única vez en su historia. Al año siguiente, aún sin entrenador, los «leones» regresaron al campeonato de Copa y alcanzaron la final, que perdieron 2-0 frente al F. C. Barcelona de Ricardo Zamora.
En 1920, cuatro jugadores del Athletic integraron la primera convocatoria de la historia de la selección española, que participó en los Juegos Olímpicos de Amberes. Los rojiblancos José María Belauste, Sabino Bilbao, Domingo Gómez-Acedo y Pichichi, quien se erigía la estrella del equipo junto al barcelonés Ricardo Zamora, lograron la medalla de plata.
Con Williams Barnes de vuelta en el banquillo, los bilbaínos volvieron a proclamarse campeones de copa en 1921, al derrotar al Athletic Club de Madrid por 4-1 en campo local. Esa fue la primera y única vez en la historia que se disputó una final de copa en San Mamés. Al término de la temporada, Pichichi anunció su retirada del Athletic para dedicarse al arbitraje. Pero su carrera como árbitro fue muy corta, ya que apenas un año más tarde, el 1 de marzo de 1922, falleció a causa del tifus a los 29 años de edad. Fueron momentos tristes para el club rojiblanco, que dijo adiós de forma prematura a una figura que se convertiría en la primera leyenda del club. En San Mamés se colocó un busto de bronce en su honor, junto al palco. Desde entonces, es tradición que cuando un equipo visita San Mamés por primera vez, su capitán coloque un ramo de flores en el busto de Pichichi para honrar al delantero. Por otro lado, el diario deportivo Marca otorga un galardón con su apodo para premiar al máximo goleador de la Liga.
Esta época supuso la consolidación del club como el indiscutible «rey de copas», título que ostentó durante todo un siglo, hasta que en 2009 fue superado en el palmarés por el F. C. Barcelona.

## Fred Pentland y la «primera delantera histórica» (1923-1936)

### Tiempos de cambio
El Athletic celebró sus primeros 25 años de vida en 1923. Por aquel entonces ya contaba con 1630 socios y un presupuesto de 100 000 pesetas. Para conmemorar el aniversario se jugó un partido entre el Athletic y un combinado nacional formado por jugadores de otros equipos, entre los que destacaban Ricardo Zamora (R. C. D. Español), José Samitier (F. C. Barcelona), Santiago Bernabéu (Madrid F. C.) y Francisco Gamborena (Real Unión). El partido finalizó con victoria local por dos goles a cero, tantos marcados por Félix Sesúmaga y Travieso.

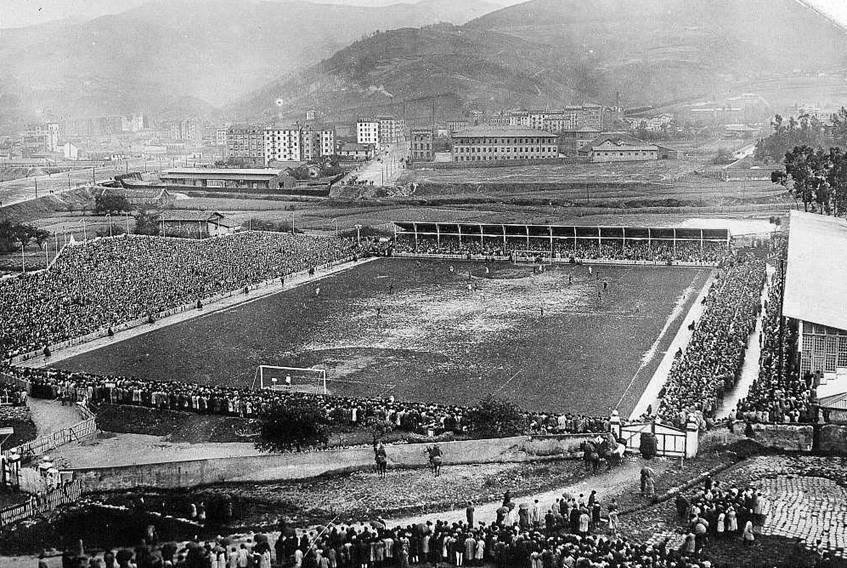
Aspecto de San Mamés tras la ampliación de 1925.

Por otra parte, los jugadores empezaron a ganar dinero por jugar al fútbol; Manuel Vidal, el portero, fue el primer jugador en cobrar un sueldo en el Athletic. El fútbol español se profesionalizó oficialmente en 1926 con la publicación del Primer Reglamento del Fútbol Profesional. En aquella época la afición estaba en pleno aumento, por lo que el club decidió ampliar San Mamés para dar cabida a los nuevos socios y aficionados. La remodelación tuvo lugar entre 1923 y 1925: se construyó la grada de Capuchinos y se ampliaron la tribuna, la preferencia y la general para dar aforo a 9500 espectadores. En 1927, la directiva propuso trasladar el campo de San Mamés a Torremadariaga, en Deusto, pero los socios lo rechazaron rotundamente.
En lo deportivo, la temporada 1922-23 llegó a Bilbao un nuevo técnico inglés, Fred Pentland, apodado el Bombín por su característico sombrero que rara vez se quitaba. Pentland estableció calendarios fijos de entrenamiento y favoreció el juego de pase corto. Bajo su dirección, el Athletic proclamó campeón de la Copa del Rey de 1923 al batir al C. D. Europa de Barcelona por 1-0, gol marcado por Travieso. Las dos temporadas siguientes apenas aportaron un Campeonato Regional a las vitrinas del conjunto vizcaíno, y el técnico inglés dio por terminada su primera etapa en el club. 
Tras la marcha de Pentland, fueron varios los técnicos que pasaron sin pena ni gloria por el banquillo de la Catedral: el inglés Ralph Kirby, el húngaro Lippo Hertzka y el español Máximo Royo. Por esos años, el club se dedicó a reclutar a los mejores talentos del fútbol vasco para volver a formar un equipo competitivo. De esta manera, llegaron Gregorio Blasco del Acero de Olabeaga en 1926, Victorio Unamuno del Alavés en 1928, Lafuente y Bata del Barakaldo C. F. en 1925 y 1929, y Guillermo Gorostiza y Leonardo Cilaurren del Arenas Club en 1929 y 1932, respectivamente. Además, del equipo de reservas se incorporó a Chirri II y Juan Garizurieta en 1927, José Luis Ispizua en 1928 y José Iraragorri en 1929.
En la temporada 1928-29 se celebró el primer Campeonato Nacional de Liga, en el que participaron el Athletic Club, F. C. Barcelona, Madrid F. C., R. C. D. Español, Real Sociedad de Fútbol, Real Racing Club de Santander, Club Atlético de Madrid, C. D. Europa, Arenas Club y Real Unión. Los rojiblancos debutaron contra la Real Sociedad en la primera jornada, con resultado de empate a un tanto. Finalmente acabaron en tercera posición, destacando la goleada al F. C. Barcelona por 9-0 en la Catedral. A pesar de las buenas sensaciones, el club sabía que faltaba una pieza importante para terminar de apuntalar el equipo: el regreso de Fred Pentland en 1929 dio inicio a una de las épocas más gloriosas de la historia del club, la de la «primera delantera histórica».

### Los años dorados

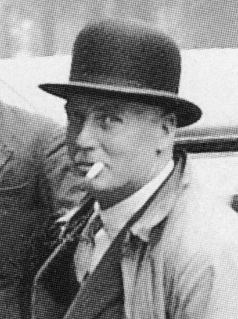
Fred Pentland con su característico bombín.

Con Fred Pentland de nuevo en el banquillo, el Athletic conquistó la primera liga de su historia en la temporada 1929-30 siendo el equipo más goleador del campeonato con 63 goles en 18 partidos y acabando la liga invicto. Además, ganó la Copa de 1930 al vencer al Madrid F. C. por 3-2 en la final. Fue el primer doblete en la historia de la liga española. El éxito de aquel Athletic se debió, en gran medida, a la delantera formada por Lafuente, Iraragorri, Bata, Chirri II y Gorostiza, conocida popularmente como la «primera delantera histórica» del Athletic Club. Otra pieza importante fue el guardameta Gregorio Blasco, quien logró ser el portero menos goleado de la liga en tres ocasiones, igualando así a Ricardo Zamora y estableciendo un récord aún imbatido dentro del club. Todos estos jugadores fueron internacionales con la selección española.
En la temporada 1930-31 el Athletic volvió a hacerse con el doblete por segundo año consecutivo, marcado 73 goles en 18 encuentros. Además, logró la mayor goleada de la historia de la liga al endosarle un 12-1 al F. C. Barcelona; Bata anotó siete de los doce goles para los bilbaínos. En las dos siguientes campañas (1931-32 y 1932-33) el club vasco volvió a ganar la copa por tercer y cuarto año consecutivo, imponiéndose al F. C. Barcelona y al Madrid F. C. en las finales, pero en liga tuvieron que conformarse con el subcampeonato. Antes de comenzar la temporada 1933-34, Pentland dimitió por desacuerdos con la directiva a la hora de renovar su contrato. Para entonces, el técnico inglés se había convertido en el entrenador más laureado de la historia del club, con un total de siete títulos (sin contar regionales), un récord que perdura hasta el día de hoy (2025). Le sustituyó Patricio Caicedo. A pesar de la marcha de Pentland, el Athletic volvió a proclamarse campeón de liga por tercera vez, no así de la copa, que tras cuatro años consecutivos ganándola fue para el Madrid F. C.. 
En 1934, todos los equipos de Primera División –a excepción del Valencia C. F.– contaban con un delantero vasco en sus filas, entre los que destacaba  Isidro Lángara del Real Oviedo. Ese verano, la selección española convocó a cinco jugadores del Athletic para disputar la Copa Mundial de Fútbol de 1934: Lafuente, Iaragorri, Gorostiza, Cilaurren y Muguerza. Tras su buena actuación en el mundial, se extendió la noticia de que el Madrid F. C. estaba dispuesto a pagar 200 000 pesetas de la época por los fichajes de José Iraragorri y Leonardo Cilaurren, pero la operación nunca se llevó a cabo. 

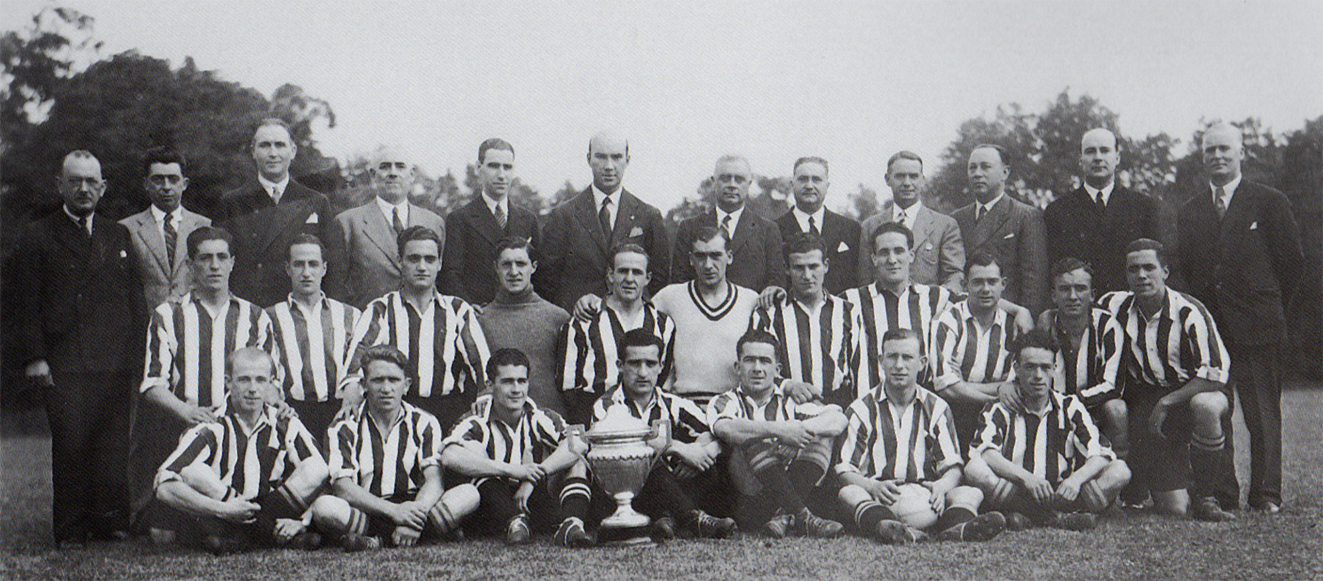
Directivos, técnicos y jugadores del Athletic Club posan con el título de copa de 1932.

La de 1934-35 fue una campaña floja para los rojiblancos, terminaron la liga en cuarta posición y no hicieron nada llamativo en la copa, lo que desembocó en la destitución de Caicedo. En el verano de 1935 el equipo hizo una gira por Hispanoamérica, donde pasaron dos meses disputando partidos. Gracias a ello, el club se dio a conocer por el continente americano.[cita requerida] Ante la falta de entrenador, la campaña 1935-36 comenzó con el presidente José María Olabarría haciéndose cargo del banquillo hasta la llegada del nuevo técnico, William Garbutt. Los «leones» ganaron la liga por cuarta vez y pusieron la guinda a la época más exitosa de la historia del club, en la que conquistaron cuatro ligas y cuatro copas en seis años, números que a día de hoy no se han vuelto a igualar.
El 17 de julio de 1936 estalló la guerra civil española y se suspendieron todas las competiciones deportivas. En consecuencia, la plantilla del Athletic se disolvió como la de tantos otros clubes y la época dorada del club llegó a su fin. Además del aspecto deportivo, también se vio perjudicado en el institucional, ya que, de los 3000 socios que tenía hasta esa fecha, la cifra descendió bruscamente a 587. La guerra civil provocó un punto y aparte en la historia del club.

## El Athletic Club durante la guerra civil (1936-1939)
España se había cernido en una espiral de guerra, odio y muerte, y durante esos años hubo un éxodo de personas que emigraron a otros países, principalmente de Hispanoamérica. Mientras tanto, gran parte de los jugadores del Athletic pasaron a formar parte de la Selección de fútbol de Euzkadi en 1937, cuyo objetivo era recaudar fondos para la Asistencia Social del Gobierno Vasco y dar a conocer la situación política en el exterior. Bajo la dirección técnica de Travieso y Pedro Vallana, compartieron plantel con otros futbolistas vascos como Luis Regueiro o Isidro Lángara, entre otros. No obstante, cuando Bilbao cayó en manos franquistas, Guillermo Gorostiza y Roberto Etxebarria se escaparon de la concentración y regresaron a España para unirse al bando sublevado.
La selección de Euzkadi culminó su andadura por Hispanoamérica participando en la Liga Mayor 1938-39 de México, en la que acabó subcampeón. Una vez acabada la guerra en España, algunos jugadores rehusaron volver y ficharon por equipos hispanoamericanos: Gregorio Blasco y Leonardo Cilaurren se incorporaron al River Plate argentino, Ángel Zubieta y José Iraragorri se fueron al San Lorenzo de Almagro, y Chirri II se retiró del fútbol y se quedó a vivir en Buenos Aires.
Al margen de esto y con la idea de rehacer el equipo de cara al futuro, el Athletic desarrolló entre 1937 y 1939 una campaña de captación de jóvenes talentos mediante de la celebración de partidos amistosos y algún torneo entre clubes regionales de Vizcaya. De ahí emergieron jóvenes promesas que posteriormente tuvieron un papel importante en el equipo, como Roberto Bertol (S. D. Deusto), Rafael Iriondo (Gernika Club), Nando González (C. D. Getxo), José Luis Panizo (Sestao S. C.), Rafael Escudero (S. D. Indautxu), Higinio Ortuzar (Barakaldo C. F.), Telmo Zarra (Erandio Club) y otros que recalaron primero en el juvenil, como José María Echevarría, Francisco Celaya o Piru Gaínza.

## Telmo Zarra y la «segunda delantera histórica» (1939-1954)
En diciembre de 1940, la Real Federación Española de Fútbol emitió una circular en la que ordenaba a los clubes la eliminación de todo extranjerismo antes del 1 de febrero de 1941. Desde entonces y hasta julio de 1972, año en que se derogó el Decreto-Ley de 1940, el nombre oficial pasó a ser Atlético de Bilbao.
El campeonato de liga se reanudó en la temporada 1939-40 y el Athletic solo pudo recuperar a siete jugadores de la plantilla anterior a la guerra: Isaac Oceja, Luis Zabala, Guillermo Gorostiza, Hermenegildo Elices, Isidoro Urra, Francisco Garate y Victorio Unamuno. Pero gracias a la labor de captación realizada en los últimos años, completó el equipo con jóvenes talentos como Roberto Bertol, José Luis Panizo, Higinio Ortuzar y el portero José María Echevarría, a los que se sumaron las contrataciones de algunos agentes libres como Salvador Arqueta o Barrie, entre otros. También regresó Roberto Etxebarria, pero en esta ocasión para dirigir al equipo.
Durante la temporada hubo bastantes cambios en las alineaciones, sobre todo en la portería, donde finalmente José Mª Echevarría se hizo con la titularidad. Gorostiza lo jugó casi todo y marcó 16 goles en liga, demostrando que seguía en plena forma, y Unamuno, que en 1932 se había marchado al Betis por no tener hueco en el equipo, aprovechó la ausencia de Bata para coronarse como el goleador con 17 tantos. El Athletic realizó una temporada digna y acabó tercero, a solo tres puntos del líder, el Atlético de Aviación.
En el verano de 1940, el club contrató a Juan Urquizu como técnico y realizó cambios en la plantilla para dar prioridad a los jóvenes: traspasó a Gorostiza al Valencia C. F. (quien ya no gozaba de mucha simpatía por parte de la afición, debido a sus problemas con la bebida) para dejar el camino libre a la perla de la cantera, Piru Gainza; recuperó a Rafa Iriondo de su cesión al Atlético de Tetuán y fichó a Juan José Mieza del Barakaldo y a la joven promesa del Erandio, Telmo Zarra. Con esta plantilla, que mezclaba juventud y veteranía, el Athletic alcanzó el subcampeonato de liga de 1940-41. Además, José Mª Echevarría fue el portero menos goleado del torneo.

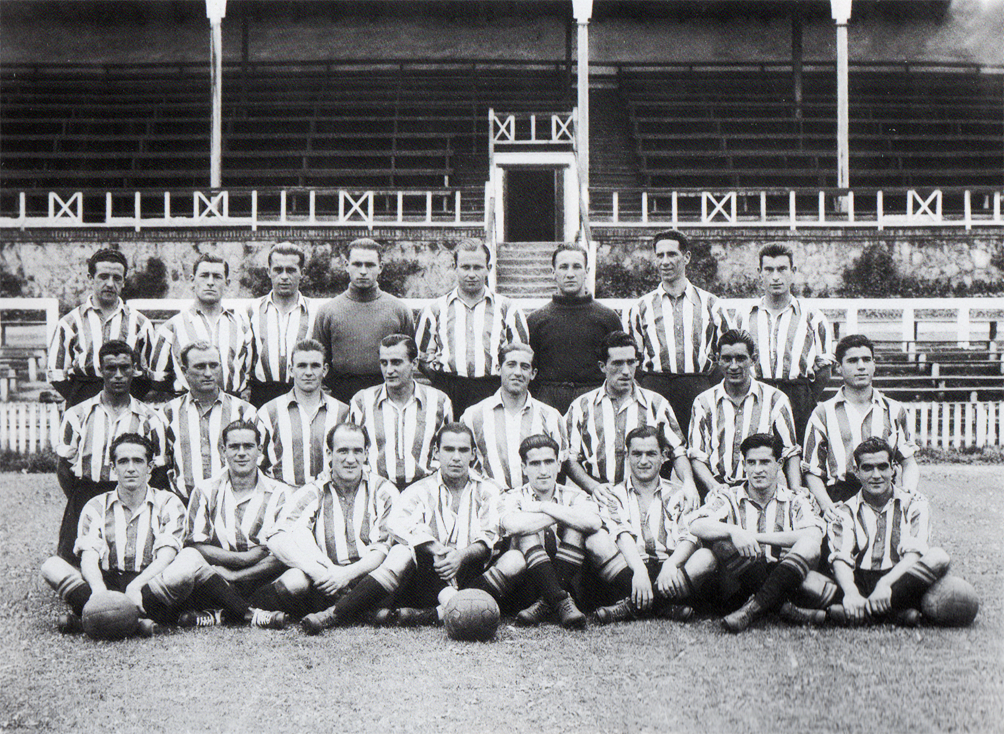
Plantilla del Atlético de Bilbao en la temporada 1942-43.

El club continuó apostando por los jóvenes talentos y subió algunos jugadores de la cantera como Francisco Celaya y José Luis Bilbao. También incorporó nuevas promesas de otros equipos: del Indautxu llegó Nando González y del Arenas Club Raimundo Lezama. Por contra, vendió al veterano Luis Zabala al F. C. Barcelona. En la temporada 1941-42, el Athletic llevó a cabo el relevo generacional en el que llevaba tiempo trabajando. Aunque en la liga acabó séptimo, consiguió llegar a la final de copa, que finalmente perdió contra el Barça (4-3), y Telmo Zarra se destapó al marcar 28 goles en 28 partidos, relegando a Unamuno a la suplencia y, poco después, a su inevitable retirada.
El Athletic comenzó bien la temporada 1942-43, pero en el mes de noviembre el portero José Mª Echevarría fue diagnosticado de una tuberculosis que le obligó a retirarse prematuramente del fútbol; acababa de cumplir 23 años. Su puesto en la portería lo heredó con solvencia Raimundo Lezama, uno de los «niños de la guerra» que fueron exiliados a Inglaterra años atrás. Lezama comenzó su carrera deportiva en las filas del Southampton F. C. con tan solo 17 años y, terminada la guerra civil, regresó a Vizcaya para jugar un año en el Arenas antes de recalar en el Athletic. Luego llegó un nuevo contratiempo: Telmo Zarra fue llamado a filas para cumplir con su servicio militar. El ariete fue destinado a la plaza de Ceuta, con cuyo equipo jugó algunos partidos, y se perdió parte de la temporada, pero gracias a las gestiones realizadas por el club volvió a tiempo para disputar la copa, que entonces se celebraba al terminar la liga.
A pesar de estos contratiempos, el Athletic volvió a reivindicarse en el fútbol español conquistando un nuevo doblete de liga y copa. En el torneo copero venció al Real Madrid en la final gracias a un gol de Zarra. Este éxito hizo rememorar los buenos tiempos del pasado y devolvió la ilusión a un pueblo que en los últimos años había conocido términos como «hambre», «exilio» o «cartilla de racionamiento». Además, le fue concedido el trofeo de liga en propiedad por ser la quinta vez alterna que lo ganaba.
De cara a la temporada 1943-44 no hubo apenas variaciones en la plantilla, más allá de la incorporación de Rafael Escudero, quien llegó para reemplazar temporalmente a Francisco Garate en la delantera. El Athletic no hizo una buena temporada de liga y acabó noveno, no muy lejos de Madrid y Barça que tampoco rindieron como se esperaba. No obstante, en aquella época la copa era considerado el torneo más importante y el Athletic volvió a llegar a la final. Allí se enfrentó a un gran Valencia C. F. que venía de ganar la liga con su famosa «delantera eléctrica», de la que formaba parte Guillermo Gorostiza. Los bilbaínos vencieron por 2-0, con goles de Zarra y Escudero, y se llevaron el trofeo.

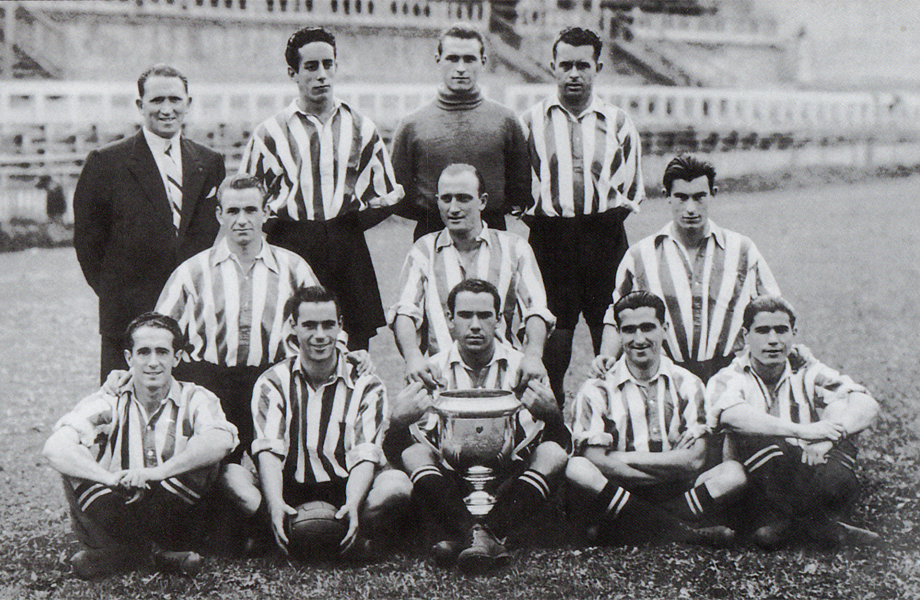
Equipo del Atlético de Bilbao con la Copa de 1945. De pie: Juan Urquizu (entrenador), Bergareche, Lezama y Mieza. Arrodillados: Celaya, Bertol y Nando. Sentados: Iriondo, Panizo, Zarra, Gárate y Gaínza.

En el verano de 1944 Escudero regresó al Arenas y del mismo club llegaron cuatro jugadores de una tacada, todos defensas: Manuel Barrenetxea, José Luis Bergaretxe, Julio Mugarra y el hermano de Piru, Miguel Gainza. Además, Hermenegildo Elices fue traspasado al Real Madrid. Durante la campaña 1944-45, el veterano Francisco Garate y el eterno suplente, José Luis Bilbao, se disputaron el puesto de quinto delantero, pero Juan Urquizu no estaba satisfecho y pidió al Athletic la incorporación de un nuevo ariete. El elegido fue Venancio Pérez, procedente del Erandio, quien se unió a Iriondo, Zarra, Panizo y Gainza en la delantera. Los rojiblancos quedaron sextos en liga y Zarra se alzó con su primer Trofeo Pichichi al máximo goleador del campeonato. En la copa eliminaron al Barcelona, al Atlético Aviación y al Español, y se volvieron a encontrar con el Valencia C. F. en la final. En aquel partido, Zarra sufrió la primera y única expulsión de su carrera por un error de inmadurez, pero Iriondo arregló la situación marcando el definitivo 3-2 para el Athletic, que se alzó por tercera vez consecutiva con el título copero.
La temporada 1945-46 el Athletic mejoró sus números en liga y alcanzó el tercer puesto, quedándose a tan solo tres puntos del liderato, que fue para el Sevilla F. C.. Pero en la copa cayó en octavos de final frente al C. D. Alcoyano, recién ascendido ese año a Primera División. Otro punto negativo fue la lesión de Zarra en febrero de 1946, por la que se perdió el resto de la liga, aunque llegó justo para la copa; aun así, logró ser el máximo anotador del campeonato por segundo año consecutivo, al marcar 24 goles en 18 partidos de liga. La campaña concluyó con las retiradas de los veteranos Isidoro Urra y Francisco Garate.
Bilbao crecía como ciudad industrial y la masa de aficionados rojiblancos también, pero San Mamés se había quedado pequeño y obsoleto y ya no era capaz de cubrir las necesidades del club. Por este motivo, la entidad bilbaína destinó diez millones de pesetas para la construcción de una nueva tribuna principal, que estaría sostenida por un arco, además de una tribuna en el fondo norte, lo que aumentaría la capacidad del estadio hasta las 48 000 localidades. El diseño corrió a cargo de los arquitectos Carlos de Miguel, José Antonio Domínguez y Ricardo Magdalena. Las obras dieron comienzo en 1946 y se alargaron hasta 1953.
Para suplir la marcha de Garate de cara a la temporada 1946-47, el Athletic trajo de vuelta a un viejo conocido, José Iraragorri, quien en todos esos años había estado jugando en Argentina y, posteriormente, en el Real Club España de México. Ese año estuvo a punto de ganar la liga tras empatar a puntos con el Valencia C. F., que además tenía peor diferencia de goles. Sin embargo, el equipo ché venció en ambos duelos directos y se llevó el título. No obstante, Lezama fue el portero menos goleado del campeonato y, años después, se le concedió el Trofeo Zamora. En el torneo copero, el Athletic goleó al Celta de Vigo con un contundente 12-1 y Gainza batió el récord al marcar ocho de los doce tantos, superando así al ex-rojiblanco Bata, que le había endosado siete al Barça en aquella histórica goleada de 1931. En la semifinal no pudieron superar al Real Madrid y se quedaron a las puertas de disputar una nueva final.
El Athletic decidió dar por terminada la etapa de Juan Urquizu tras siete temporadas en el banquillo. En su lugar, contrató al inglés Henry John Bagge. Bagge prescindió de Venancio, que regresó al Barakaldo C. F., y al club llegaron media docena de jugadores nuevos, en su mayoría defensas, pero ninguno de ellos logró destacar y su paso por el equipo fue efímero. Las temporadas 1947-48 y 1948-49 fueron algo flojas, y lo más que logró el Athletic fue llegar a la final de copa de 1949 que perdió contra el Valencia. No obstante, en 1948 hizo su debut el histórico Canito, y Zarra se hinchó a marcar goles en liga (34 en 24 partidos) para llevarse, así, su tercer Trofeo Pichichi consecutivo. Ese mismo año se retiró Isaac Oceja y, al año siguiente, José Iraragorri, siendo los dos últimos exponentes del equipo anterior a la guerra civil.
En 1948, con motivo de sus 50 años de vida, el Athletic organizó el Trofeo de las Bodas de Oro o Trofeo de los Históricos (conocido por ambos nombres), en el que, además del conjunto vasco, participaron el F. C. Barcelona y el Real Madrid. La final se disputó el 13 de junio de 1948 entre vascos y catalanes, con el resultado de 5-0 a favor de los anfitriones. Los autores de los goles fueron de Zarra, con tres tantos, Arrieta e Iriondo.

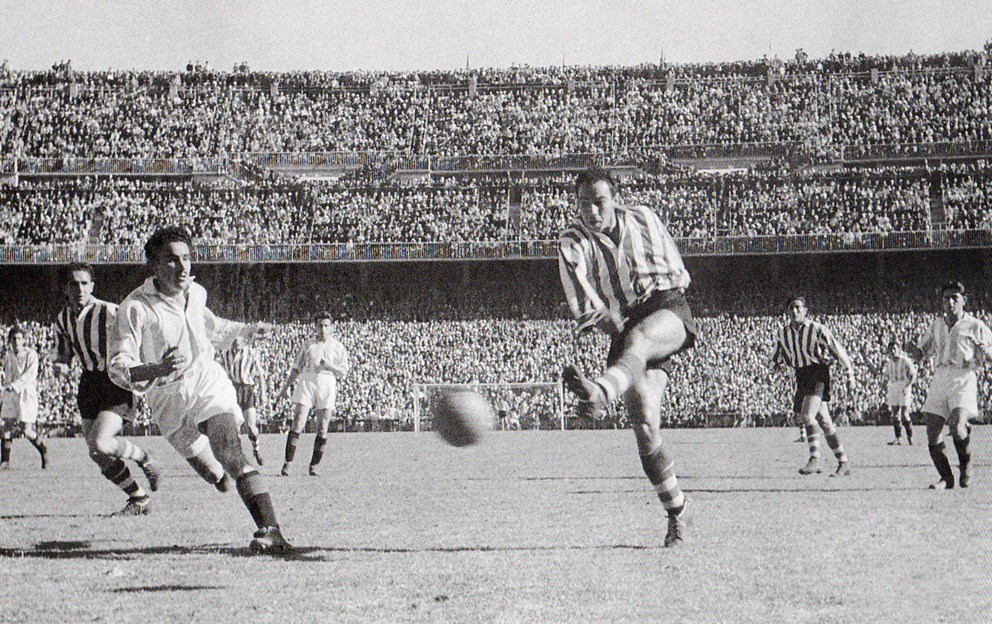
Zarra batió el récord de goles marcados por un futbolista en una final de Copa al endosarle cuatro tantos a los pucelanos (en la imagen, marcando uno de los goles).

En la campaña 1949-50, el Athletic eligió a José Iraragorri para dirigir al equipo y Venancio regresó con fuerza para apuntalar definitivamente la «segunda delantera histórica» junto a Iriondo, Panizo, Zarra y Gainza. Aunque acabó sexto en una liga muy igualada, en la que Zarra ganó su cuarto Trofeo Pihcihci, volvió a proclamarse campeón de copa al vencer al Real Valladolid en la final (4-1). Los cuatro tantos fueron marcados por Zarra, quien batió el récord de goles en una final copera (aún imbatido). Este título les dio la oportunidad de disputar la Copa Eva Duarte (precedente oficial de la Supercopa que enfrentaba al campeón de liga contra el campeón de copa) frente al Atlético de Madrid. El partido concluyó 5-5 tras la prórroga y, al no existir las tandas de penaltis, se tuvo que celebrar un partido de desempate donde el Athletic se impuso con dos goles de Zarra (2-0) y se llevó el título.
Ese verano, la FIFA volvió a celebrar la Copa Mundial de Fútbol después de doce años de ausencia por culpa de la Segunda Guerra Mundial. Los rojiblancos Nando González, Telmo Zarra, José Luis Panizo y Piru Gainza fueron convocados por la selección española para participar en dicho evento, que tuvo lugar en Brasil. Los tres delanteros conformaron la delantera titular del conjunto español junto al valencianista Silvestre Igoa y el barcelonista Estanislao Basora, y Zarra tuvo un papel destacado gracias a su gol contra Inglaterra en el estadio de Maracaná que clasificó a España entre las cuatro mejores selecciones del mundo por primera vez en su historia (hito que no igualó ni superó hasta 2010) y cambió la historia del fútbol español y de la selección para siempre.
A principios de los años cincuenta, el Athletic ya planeaba el futuro relevo de una generación de jugadores veteranos que habían hecho historia en el club, pero que ya vislumbraba su final en el horizonte. Así, en la temporada 1950-51 comenzaron a escucharse nuevos nombres como Jesús Garay, José Luis Artetxe, José María Orue o Carmelo Cedrún. Si bien, a excepción de los dos primeros, el resto aún tuvo que esperar a que llegase su momento. Mientras tanto, el Athletic volvió a flojear en la liga y acabó séptimo, aunque en la copa alcanzó a disputar una semifinal muy igualada frente al Barça que finalmente se llevó el título. Por su parte, Telmo Zarra batió un récord histórico al anotar 38 goles en 30 partidos de liga, una marca que tan solo Cristiano Ronaldo y Lionel Messi fueron capaces de superar sesenta años después.
La siguiente temporada, 1951-52, el Athletic quedó subcampeón de liga y endosó una abultada goleada al Real Zaragoza (10-1), que posteriormente se tomó su revancha eliminando a los rojiblancos de la copa. La peor noticia fue la grave lesión de Zarra el 25 de noviembre de 1951, durante un partido contra el Atlético de Madrid, por la que se perdió el resto de la temporada. Ese año comenzó el relevó generacional y lo hizo desde atrás: Carmelo se hizo dueño de la portería en detrimento de Lezama, quién permaneció varios años más en la plantilla a cambio de aceptar el rol de suplente, y en la defensa, Nando disputó su última campaña con el Athletic, siendo titular, para luego fichar por el Racing de Santander.

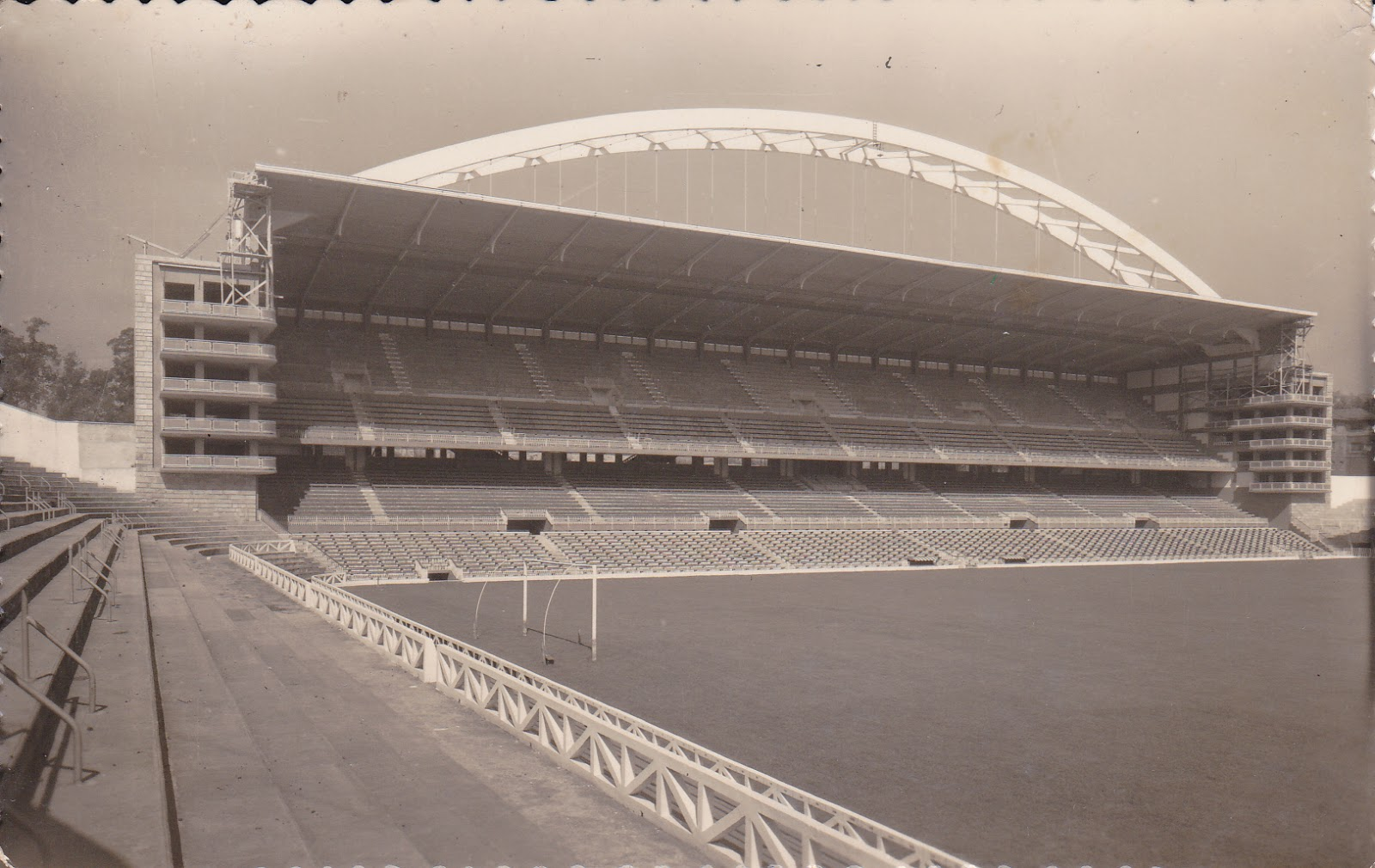
Tribuna principal de San Mamés recién construida (1953).

En la temporada 1952-53 Zarra regresó de su lesión y, aunque algunos ya le daban por retirado, realizó una gran campaña ganando su sexto y último Trofeo Pichichi. Esto coincidió con el último año de la «segunda delantera histórica», que se despidió disputando su última final de copa: eliminaron al Real Madrid en una meritoria semifinal, rememorando así sus mejores años, pero en la final perdieron por la mínima contra un gran Barcelona que logró alzarse con el doblete, en cuya alineación resonaban nombres como Ramallets, Basora o Kubala, entre otros. Fue el punto final de una generación que aportó una liga y cinco títulos coperos a las vitrinas de San Mamés.
Eran tiempos de cambio y modernización en el Athletic que en 1953 culminó la renovación de San Mamés, ya adornado con su emblemático arco. En lo deportivo, aquella campaña de 1953-54 fue de transición y el club la dedicó a renovar el equipo para dar paso a una nueva generación de jugadores: en el verano del cincuentaitrés, Rafa Iriondo se despidió del club y fichó por la Real Sociedad (tras una breve escala en el Barakaldo), mientras que sus viejos compañeros, Panizo y Zarra, fueron relegados al banquillo en favor de dos jóvenes talentos: Ignacio Uribe y Eneko Arieta, a quienes les esperaba un futuro brillante. Por su parte, Venancio y Gainza siguieron siendo titulares.
Por esos tiempos comenzaron a llegar los primeros extranjeros a la liga: el Barcelona fichó al húngaro Ladislao Kubala y, el Real Madrid, al argentino Alfredo Di Stéfano, por lo que el nivel de estos equipos aumentó notablemente.

## El equipo de los «once aldeanos» (1954-1962)

### Daučík y el doblete del 56

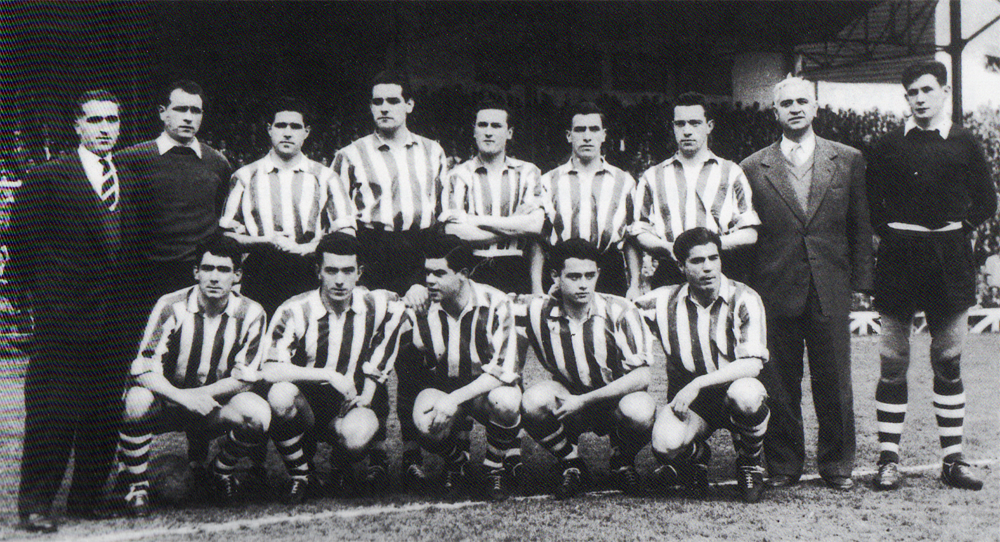
Alineación del Atlético de Bilbao en 1956.

En 1954, el Athletic decidió hacerse con los servicios del técnico chescoslovaco Ferdinand Daučík, que venía de ganar dos ligas y tres copas con el F. C. Barcelona. Daučík culminó la renovación del equipo y dio inicio a una nueva generación que pronto haría historia con el club. Jugadores como José María Maguregi, Félix Markaida y Mauri Ugartemendia se consolidaron en el equipo, mientras Eneko Arieta maravillaba a San Mamés con sus goles y ya era considerado «el sucesor de Zarra».
Este equipo empezó con muy buen pie, primero alcanzó el tercer puesto en la liga de 1954-55 y, posteriormente, se plantó en la final de copa tras eliminar al Barcelona en semifinales. Allí se encontró con el Sevilla, al que derrotó por 1-0 con un precioso disparo de Uribe desde fuera del área, proclamándose campeón tras cinco años sin levantar un título. A final de temporada abandonaron el club Venancio, Zarra y Panizo, que dieron por concluida su etapa profesional y se marcharon a equipos de Segunda División para seguir disfrutando del fútbol.
El nuevo Athletic de Daučík enamoraba a los aficionados vizcaínos que ya recitaban la alineación de memoria: Carmelo, Garay, Orue, Canito, Mauri, Maguregi, Artetxe, Markaida, Arieta, Uribe y Gainza. Esa temporada de 1955-56 el Athletic conquistó el doblete de liga y copa por cuarta vez en su historia, superando en la final al Atlético de Madrid por 2-1 (goles de Maguregi y Artetxe). Y se clasificó, por primera vez, para disputar la recién creada Copa de Europa. Al término de la temporada el Athletic viajó a Italia para disputar la Copa Latina, pero perdió la final contra el A. C. Milan. Seguidamente, el papa Pío XII concedió una audiencia especial al equipo.

### Debut europeo
En la temporada 1956-57 el Athletic debutó en la Copa de Europa enfrentándose al F. C. Oporto en dieciseisavos de final. En el partido de ida, disputado el 20 de septiembre en el Estádio das Antas, venció por 1-2 con goles de Gainza y Canito. Y en la vuelta, celebrada una semana después en San Mamés, comenzó adelantándose por dos veces el club portugués pero el Athletic supo reaccionar y, gracias a un triplete de Artetxe, remontó el encuentro y puso el definitivo 3-2 en el marcador.
El duelo de octavos de final emparejó al conjunto vasco con el equipo de moda por aquellos años, el Budapest Honvéd F. C. de Ferenc Puskás, cuyos jugadores formaban la espina dorsal del llamado equipo de oro de la selección de Hungría que acabó finalista en la Copa del Mundo de 1954. El 22 de noviembre se disputó en San Mamés el partido de ida: el club vasco se impuso en la primera parte con dos goles, obra de Artetxe y Markaida. En la segunda parte, el Honved recortó distancias por medio de László Budai, pero unos minutos después Arieta marcó el tercero. El Honved no se rindió y, antes del final, Sándor Kocsis logró el 3-2 y dejó la eliminatoria abierta para la vuelta. Debido al estallido de la revolución húngara, el partido de vuelta tuvo que celebrarse el 20 de diciembre en el Heysel Stadium de Bélgica. Allí, Meridio y Arieta adelantaron al Athletic en dos ocasiones y, de nuevo Merodio, aumentó distancias con el 1-3. El Honved contratacó y logró empatar el encuentro con los tantos de Kocsis y Puskás, pero el conjunto bilbaíno logró aguantar el resultado global de 6-5 y se llevó la eliminatoria.

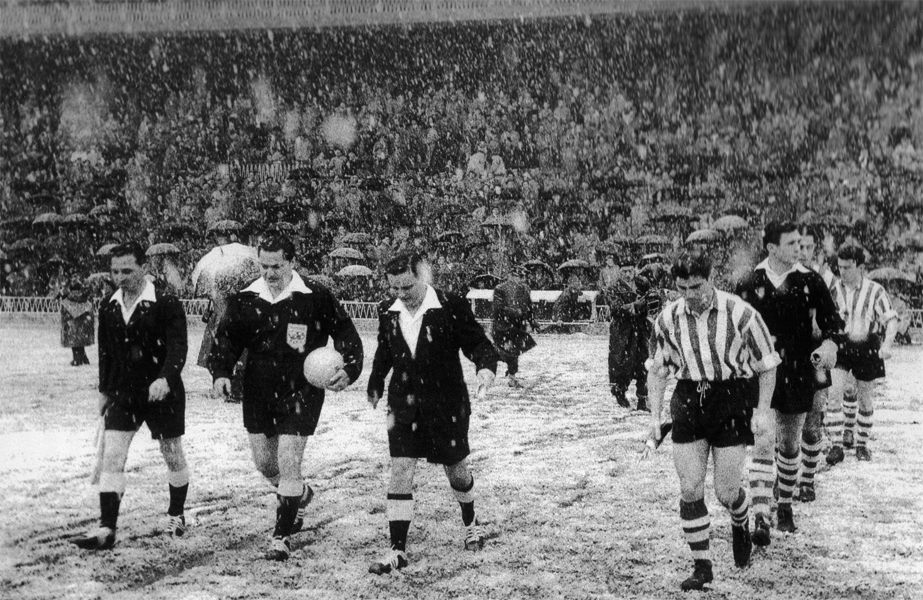
Partido entre el Atlético de Bilbao y el Manchester United F. C. en el Estadio San Mamés, correspondiente a los cuartos de final de la Copa de Europa 1956-57.

En los cuartos de final, el Athletic tuvo que enfrentarse a uno de los equipos más fuertes del campeonato, el Manchester United F. C. de los Busby Babes, favorito al título junto con el Real Madrid. La ida se disputó el 16 de enero de 1957 a las 15:45 horas en San Mamés bajo una copiosa nevada. Este partido causó gran repercusión a nivel nacional; al igual que ocurría con las finales de copa, fue grabado para emitirse posteriormente en el NO-DO a modo de resumen y retrasmitido en directo por Matías Prats para Radio Nacional de España.
El cuadro bilbaíno se impuso con un contundente 3-0 en la primera parte, goles marcados por Uribe, Marcaida y Merodio. En la segunda parte, los Diablos Rojos comenzaron apretando y marcaron por partida doble por medio de Tommy Taylor y Dennis Viollet, pero el Athletic reaccionó sumando otros dos tantos más a su marcador, obra de Merodio y Artetxe. Poco antes de concluir el encuentro, Billy Whelan recortó distancias y estableció el 5-3 definitivo. El partido de vuelta se celebró el 6 de febrero a las 21:30 horas en Maine Road, estadio del Manchester City, debido a que Old Trafford se encontraba en obras. Aquel partido de vuelta estuvo marcado por las lesiones, ya que varios titulares del Athletic no pudieron jugar por lesión y a eso se le sumó la lesión del meta Carmelo durante el partido, quien se fracturó la rodilla tras una brutal entrada de un jugador inglés y tuvo que jugar el resto del partido haciendo la estatua en mitad de la portería, ya que por aquella época no existían las sustituciones. Así, el United derrotó al conjunto vasco por 3-0, con los tantos de Viollet, Tylor y Berry, que cayó eliminado con un resultado global de 6-5. No obstante, aquel equipo de los «once aldeanos» consiguió llegar más lejos en la Copa de Europa de lo que nunca lo hizo ningún otro equipo del Athletic.
Al margen de la competición europea, el club rojiblanco quedó en cuarta posición en liga y no hizo nada relevante en la Copa. Además, el entrenador Fernando Daučík fue destituido por, entre otras cosas, alinear a Carmelo de delantero centro en un partido amistoso contra el Burnley F.C.. Su lugar lo ocupó Baltasar Albéniz. También se despidió del club Raimundo Lezama, tras 16 temporadas y 263 partidos en su haber; continuó jugando a fútbol en varios equipos de Segunda División y se retiró en 1961 vistiendo la camiseta del Arenas.

### La Copa del 58: el Athletic vence a la «locomotora blanca»
En la campaña 1957-58 el equipo volvió a flojear en liga y terminó en sexto lugar. Sin embargo, en la copa logró una de las gestas más reseñables de su historia. Alcanzó la final tras eliminar a Celta de Vigo, Las Palmas y F.C. Barcelona. Allí le esperaba el Real Madrid de Di Stefano, apodado «locomotora blanca», que contaba con grandes talentos mundiales en sus filas, tales como el húngaro Ferenc Puskás, el francés Raymond Kopa, el español Paco Gento, o los argentinos Héctor Rial y Alfredo Di Stefano, entre otros. El club madrileño venía de ganar la liga y la Copa de Europa y se presentaba en la final como el gran favorito, dispuesto a conquistar el triplete.
El Athletic intentó que la final se jugara en campo neutral, pero la FEF lo rechazó y confirmó el Santiago Bernabéu como sede de la final. No obstante, sí accedieron a la petición de que se jugase por el día, ya que el club bilbaíno aún no contaba con luz artificial en San Mamés y sus futbolistas no estaban acostumbrados a jugar de noche.

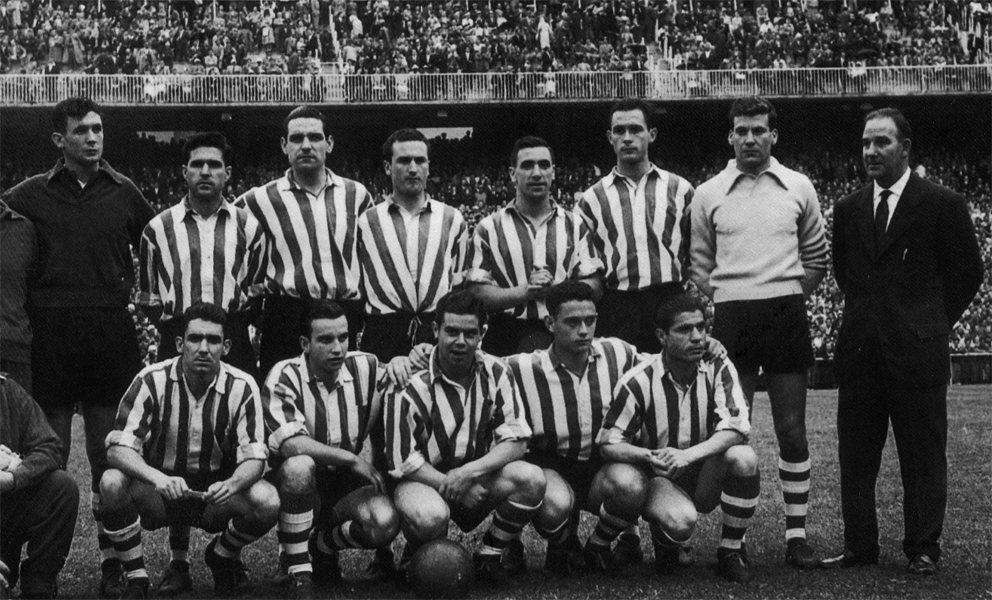
Equipo del Atlético de Bilbao en la final de Copa de 1958.

El 29 de junio de 1958, el Athletic se presentó en el Bernabéu con el siguiente once: Carmelo, Orue, Garay, Canito, Mauri, Etura, Artetxe, Koldo Aguirre, Arieta, Uribe y Gainza. A los veinte minutos, los «leones» se pusieron por delante en el marcador gracias a un tanto de Arieta y, solo tres minutos después, Mauri batió por segunda vez la portería madridista con un fuerte disparo a bocajarro. A pesar de los esfuerzos de la «locomotora blanca», que a través de Di Stefano se afanaba por romper la defensa bilbaína, el Athletic consiguió mantener el resultado y se alzó con el título de copa.
Al día siguiente, Bilbao se echó a la calle para recibir a los campeones y el presidente Enrique Guzmán gritó emocionado desde el balcón del ayuntamiento: «¡Con once aldeanos, les hemos pasado por la piedra!». Desde ese momento, aquel equipo pasó a ser conocido en la historia como el de los «once aldeanos», porque con once jugadores vascos lograron vencer al campeón de Europa, plagado de extranjeros.
En la campaña 1958-59, el Athletic quedó tercero en liga y logró endosar cuatro abultadas goleadas en tan solo veintiún días, los equipos goleados fueron el Sporting de Gijón (9-0), el Celta de Vigo (9-0), Osasuna (1-8) y el Betis (7-0). Al término de la misma, Gainza se retiró del fútbol a los 37 años de edad, tras haber pasado veinte temporadas defendiendo los colores rojiblancos, en las que disputó 496 partidos y marcó 149 goles, además de convertirse en el jugador más laureado de la historia del club, con diez títulos en su palmarés, récord que aún conserba.En diciembre de ese año, el Athletic invitó al exentrenador Fred Pentland a San Mamés para presenciar un partido amistoso en su honor, donde se enfrentaron el Athletic y el Chelsea. Le fue otorgada la insignia de oro y brillantes del club, al que según decía, amaba con locura.
En 1960 el Athletic traspasó al veterano defensa Garay al F.C. Barcelona, quien dejó una huella imborrable entre los aficionados rojiblancos, a cambio de cinco millones y medio de pesetas. Se trató del primer traspaso millonario realizado por el club. Con ese dinero la entidad bilbaína construyó una nueva tribuna en San Mamés, la tribuna norte, a la que se bautizó con el nombre de tribuna Garay en honor al futbolista.A estas salidas se les sumó un año más tarde la de Maguregi, que se marchó al Sevilla F. C.
Así, el equipo de los «once aldeanos» que hizo debutar al Athletic en Europa y doblegó a la «locomotora blanca» tocó a su fin, y aunque parte de la plantilla se mantuvo algunos años más, ya no pudieron volver a alcanzar el nivel competitivo de antaño, iniciándose así un nuevo periodo de transición. A principios de los años sesenta empezaron a llegar jóvenes promesas que más tarde se consolidarían como piezas fundamentales del nuevo Athletic que estaba por llegar, como Iñaki Sáez, Koldo Etxeberria o José Mari Argoitia.

## Los años de Iribar (1962-1980)
La década de 1960 no fue fácil para el Athletic, a medida que el fútbol se modernizaba y aumentaba la competitividad, el club se estancó en un modelo de captación obsoleto que consistía en contratar a los mejores jugadores de los equipos vizcaínos, algo que le había dado muy buenos resultados en el pasado, sin embargo, el aumento del nivel competitivo en Segunda División provocó el descenso de los equipos vizcaínos a ligas inferiores. A esto se le sumó la baja natalidad que experimentó el País Vasco durante la guerra civil y en los años de la postguerra, que desembocó en una reducción demográfica de las personas jóvenes en los años sesenta, lo que perjudicó al Athletic debido a su filosofía.

### «Iribar y diez más»
El 28 de abril de 1962 se inauguró la iluminación artificial de San Mamés y, ese mismo año, la entidad bilbaína pagó un millón de pesetas al C. D. Basconia por hacerse con los servicios del guardameta José Ángel Iribar, apodado el Chopo por su larga estatura. También recalaron en el equipo Txutxi Aranguren y Fidel Uriarte, procedentes del juvenil. En la campaña 1962-63, con un equipo de transición, el Athletic tocó fondo y cosechó la peor clasificación de su historia en liga (hasta ese momento) quedando en décima posición. Al final de la misma, tres jugadores históricos abandonaron el club: Uribe anunció su retirada del fútbol, Markaida fichó por el Pontevedra C. F. y Canito provó suerte en el Alavés.

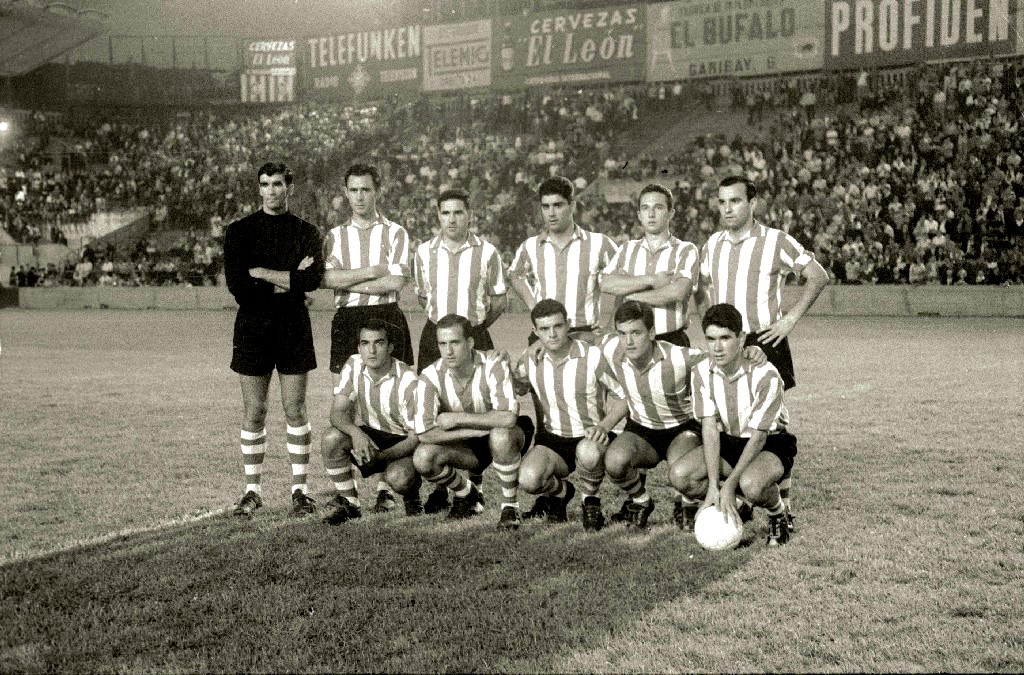
Alineación del Atlético de Bilbao en el Estadio de Atocha (1965).

La temporada 1963-64 no fue mucho mejor, el Athletic acabó octavo en la clasificación y José Antonio Latorre tuvo el honor de marcar el gol número 2000 del Athletic en liga. En octubre de 1963, el portero Carmelo se lesionó e Iribar aprovechó su oportunidad para hacerse con el puesto de titular. Sus buenas actuaciones le hicieron ganarse, no solo la titularidad, sino también la admiración de la afición. Por su parte, Carmelo se vio relegado al banquillo y a final de temporada decidió aceptar la oferta del R. C. D. Español. Otro que abandonó el club fue el veterano Mauri, quien recaló en el Recreativo de Huelva.
Ese verano se disputó la Eurocopa 1964 en España, a la que fueron convocados Koldo Etxebarria e Iribar. El primero no llegó a jugar, pero el meta guipuzcoano tuvo una actuación destacada, tanto en la semifinal contra Hungría como en la final contra la Unión Soviética, de la que resultaron campeones.
Corrían años de transición, en los que la única figura que brillaba era la de Iribar, y la afición estaba muy descontenta con el equipo: «¡Juegan Iribar y diez más!» se decía en San Mamés. En la temporada 1964-65 el Athletic regresó a las competiciones europeas para disputar la Copa Internacional de Ciudades en Feria, conocida como la Copa de Ferias. A diferencia de las competiciones UEFA, no era necesario clasificarse para participar sino que se hacía mediante inscripción previa y cumpliendo con ciertos requisitos, como tener una feria de muestras internacional en la ciudad. El equipo vasco superó tres rondas y alcanzó los cuartos de final, donde cayó eliminado ante el Ferencváros T. C., que resultó campeón. Ese curso debutó Antón Arieta, hermano menor de Eneko Arieta, quien al igual que su hermano se convirtió en una pieza importante del equipo. Por su parte, el histórico Artetxe se retiró tras pasar 15 temporadas y marcar 135 goles con el club. No fue hasta la temporada 1965-66 cuando el Athletic, con Piru Gainza como técnico, volvió a disputar una nueva final de copa, pero cayó derrotado ante el Real Zaragoza de los «cinco magníficos» por 2-0. A pesar de perder la final, Iribar realizó una actuación tan extraordinaria que acabó siendo aupado a hombros por sus compañeros, y fue en ese momento cuando, de forma espontánea, la afición vizcaína comenzó a corear su nombre al grito de: «¡Iribar! ¡Iribar! ¡Iribar es cojonudo! ¡Como Iribar, no hay ninguno!», cántico que se convirtió en una oda de admiración al guardameta y le acompañó el resto de su vida. Al margen de esto, ese curso se dieron otros hechos relevantes: por un lado, debutaron el defensa José Larrauri y Txetxu Rojo, un extremo izquierdo de gran talento que marcaría una época en el club rojiblanco. Y por el otro, se retiró Eneko Arieta, quien hizo honor a su título de «sucesor de Zarra» convirtiéndose en el segundo máximo goleador de la historia del club (sin contar partidos regionales) con 165 goles.
Durante esa década, el Athletic se acostumbró a quedar séptimo en liga año tras año y las temporadas 1966-67 y 1967-68 no fueron la excepción. En 1967, el equipo alcanzó de nuevo la final de copa pero volvió a caer derrotado, en esta ocasión ante el Valencia C. F.; anteriormente, en la semifinal contra el Córdoba C. F., el equipo sufrió un episodio de violencia en el estadio visitante cuando, al acabar el partido, un grupo de exaltados apagaron las luces y lanzaron piedras y botellas a los jugadores rojiblancos. Tampoco le fue mejor en la Copa de Ferias, donde cayó en la primera ronda frente al Estrella Roja y, al año siguiente, llegó a octavos tras eliminar al Boldklubben Frem y al Girondins de Burdeos. Luego, ante la ausencia de varios equipos, pasó directamente a cuartos de final por sorteo y allí volvió a ser apeado por el Ferencváros. El mayor logro en esos años vino de la mano de Fidel Uriarte, sus 22 goles en liga le valieron el Trofeo Pichichi en 1968, algo que no lograba un jugador del Athletic desde los tiempos de Zarra. Ese año se retiró José María Orue, el último «aldeano» de aquel equipo que hizo historia en la década pasada, tras permanecer 17 temporadas y disputar 483 partidos con el club.

### La copa del 69 y el subcampeonato de liga del 70

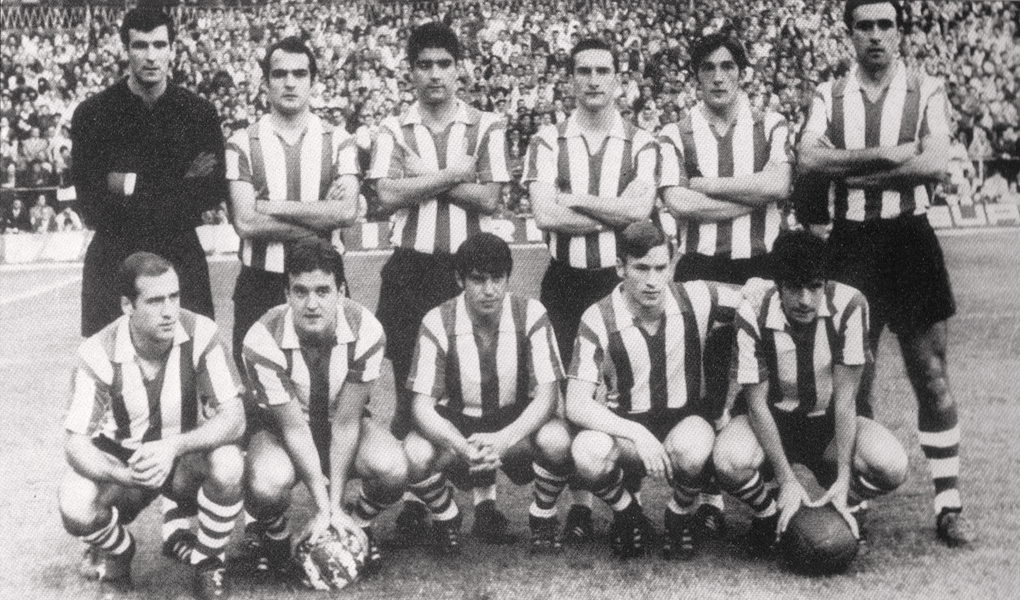
Los campeones de copa de 1969. De pie: Iribar, Sáez, Echeberría, Aranguren, Igartua y Larrauri. Agachados: Argoitia, Uriarte, Arieta II, Clemente y Rojo.

Para el curso 1968-69 Rafa Iriondo sustituyó a Piru Gainza en el banquillo, pero a pesar del cambio de entrenador el Athletic hizo un campeonato desastroso y acabó decimoprimero en liga, empeorando así su peor registro. Durante esa temporada debutó Javier Clemente, un interior zurdo al que se le auguraba un gran futuro. Por otra parte, el equipo dio la sorpresa en copa y volvió a llegar a la final, dejando por el camino al Real Zaragoza, al Deportivo de la Coruña y al Granada C. F.. En la final se enfrentó al Elche C. F., equipo revelación de la temporada que contaba con jugadores como José Araquistáin, Francisco Ballester, Vicente Iborra, Juan Carlos Lezcano o Juan Manuel Asensi, entre otros. Aunque el equipo ilicitano realizó un partido digno, los rojiblancos se mostraron superiores gracias a su experiencia y a un juego mucho más consistente que desembocó en el único gol del partido, marcado por Antón Arieta. Así, el Athletic levantó un nuevo título de copa tras once años sin lograrlo. En la Copa de Ferias también tuvo un buen rendimiento y volvió a alcanzar los cuartos de final tras eliminar al Liverpool F. C., al Panathinaikos F. C. y al Eintracht Fráncfort, pero no pudo superar al Rangers F. C.. Al final del curso, Koldo Aguirre se marchó al Sabadell tras 12 temporadas y 298 partidos en el club.
A pesar de la victoria en copa, el Athletic cesó a Iriondo y contrató al inglés Ronnie Allen, en lo que pretendía ser un proyecto ambicioso de cara a la temporada 1969-70. La campaña empezó mal cuando, el 23 de noviembre de 1969, Javier Clemente cayó gravemente lesionado acausa de una dura entrada cometida por Ramón Marañón, jugador del C. D. Sabadell F. C.. En un principio, los médicos estimaron una baja de dos semanas, pero tras hacerle algunas pruebas descubrieron que se había roto la tibia y el peroné, por lo que la lesión se alargó durante tres meses. Después de eso, regresó a los terrenos de juego y pudo completar el resto de la temporada con relativa normalidad.
Por su parte, el equipo realizó una gran campaña y compitió por el título liguero contra el Atlético de Madrid. En la jornada 28 venció al conjunto madrileño por 2-0 en San Mamés y se puso líder, tan solo necesitaba un empate frente al Valencia en la penúltima jornada para depender de sí mismo, pero perdió y el Atlético ganó su partido, recuperando así el primer puesto. En la última jornada, los bilbaínos necesitaban ganar y que los colchoneros no lo hicieran, pero ambos ganaron y el Atlético se llevó el título. No obstante, esa temporada el Athletic batió su propio récord al encajar tan solo 20 goles en liga (aún vigente), y José Ángel Iribar ganó el Trofeo Zamora con un promedio de 0,66 goles por partido.
En los torneos coperos tampoco tuvo éxito. En la Recopa de Europa cayó eliminado por el Manchester City en dieciseisavos; empató a tres en San Mamés y perdió 3-0 en Maine Road. Mientras que en la copa llegó a semifinales y logró ganar al Real Madrid en el Bernabéu (0-1), pero cayó en San Mamés (0-2).

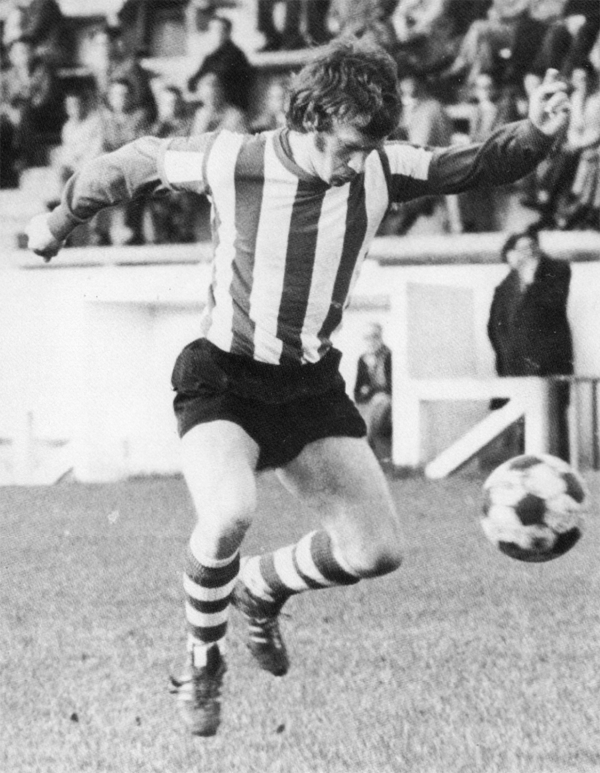
Javier Clemente en su época de futbolista.

La buena dinámica del equipo en los últimos años, alentó a los aficionados rojiblancos a mirar con optimismo la nueva campaña 1970-71. El club se reforzó con las incorporaciones de dos jóvenes promesas: Agustín Gisasola, proveniente de la S. D. Eibar, y Carlos Ruiz Herrero, quien había llegado la temporada anterior al Bilbao Athletic procedente del C. D. Getxo. Sin embargo, la temporada resultó decepcionante y el equipo fue eliminado a las primeras de cambio, tanto de la copa como de la Copa de Ferias. En liga acabó quinto y, aunque estuvo muy lejos de pelear por el título, sí pudo clasificarse para participar en la primera edición de la nueva Copa de la UEFA. Lo más negativo fue que Javier Clemente no pudo recuperarse de su lesión y disputó su último partido con el club. El «rubio de Barakaldo» había pasado varias veces por el quirófano, pero las intervenciones no salieron bien y eso acabó truncando su carrera.
El 27 de enero de 1971 el Athletic inauguró las instalaciones de Lezama, un complejo deportivo innovador que contaba con tres campos de fútbol, vestuarios, gimnasio y una residencia para las concentraciones del primer equipo. La idea era que todas las categorías del club, desde infantiles hasta el primer equipo, desarrollasen allí sus entrenos, además de servir para la formación de jóvenes futbolistas.
Después de la mala temporada anterior, el entrenador Ronnie Allen comenzó a perder la confianza del club, sin embargo, el Athletic decidió darle una nueva oportunidad de cara al curso 1971-72. Como refuerzo, se fichó al centrocampista del C. D. Getxo, Ángel María Villar. Pero el equipo empezó mal y Ronnie Allen fue cesado en la octava jornada de liga. Su puesto lo ocupó Salvador Artigas hasta final de temporada, pero eso no mejoró las cosas y finalmente el equipo acabó noveno. En la Copa de la UEFA debutó eliminando al Southampton F. C. en treintaidosavos, pero en la siguiente ronda fue apeado por el Eintracht Braunschweig. En la copa rindió algo mejor y alcanzó la semifinal, donde acabó siendo eliminado por el Atlético de Madrid.
Por otra parte, en marzo de 1972 se creó la Federación de Peñas del Athletic, que agrupó a las 44 peñas existentes en aquellas fechas. En el plano institucional, la entidad recuperó su denominación original en la asamblea general de socios de julio de 1972, tras la derogación del decreto del 16 de mayo de 1940 que prohibía nombres extranjeros en los equipos profesionales deportivos.

### La Copa del 73
En la temporada 1972-73, el club contrató al yugoslavo Milorad Pavić para dirigir al conjunto rojiblanco, y fichó al lateral derecho del Granada C. F., José María Lasa. El Athletic volvió a hacer un flojo campeonato liguero y quedó otra vez noveno, pero en la copa consiguió llegar hasta la final y hacerse con el título. Por el camino apeó al Real Oviedo, al Sevilla F. C. y C. D. Málaga, y en la final venció al C. D. Castellón por 2-0, con goles de Félix Zubiaga y Antón Arieta. En aquella final, Pavic alineó a Iribar, Sáez, Larrauri, Zubiaga, Gisasola, Rojo II, Lasa, Villar, Arieta II, Uriarte y Rojo I. Este campeonato clasificó al Athletic para disputar, por segunda y última vez, la Recopa de Europa.
En 1973 el Athletic cumplió 75 años y, para celebrarlo, organizó el Trofeo Bodas de Platino, para el que invitó a tres de los mejores equipos europeos del momento; el Bayern de Múnich, el Real Madrid y el Rapid de Viena. Los bilbaínos jugaron la final tras imponerse al Rapid por 3-0, con goles de Rojo II, Villar y Lasa. Su rival en la final fue el Bayern, que había derrotado al Real Madrid por 5-1. El encuentro se disputó el 15 de agosto y el Bayern se llevó el trofeo tras ganar 2-1.
Ese año, se incorporaron al equipo el lateral izquierdo Javier Escalza, venido del Barakaldo C. F., y el delantero centro José Mari Amorrortu, del C. D. Getxo. El conjunto vasco mejoró su rendimiento en la liga 1973-74 y alcanzó la quinta plaza, pero se quedó a tan solo dos puntos de los puestos UEFA. En la Recopa de Europa eliminó al Torpedo de Moscú pero cayó en octavos frente al PFC Beroe, mientras que en la copa fue apeado por el Real Murcia en dieciseisavos. A final de temporada Sáez, Aranguren y Larrauri se retiraron, y Uriarte fichó por el C. D. Málaga.
En las temporadas 1974-75 y 1975-76, con Iriondo de vuelta en el banquillo, el club renovó la plantilla incorporando a jóvenes talentos como José María Núñez, Andoni Goikoetxea o Daniel Ruiz-Bazán, y como fichaje estrella trajo a Javier Irureta, centrocampista procedente del Atlético de Madrid que contaba con una dilatada experiencia. En 1975, Carlos consiguió el último Trofeo Pichichi para el Athletic y, en 1976, el equipo quedó quinto el liga y se clasificó para la Copa de la UEFA.

### La primera final europea
De cara a la temporada 1976-77, el Athletic puso en el banquillo al exjugador Koldo Aguirre, recuperó al defensa José Ramón Alexanco de su cesión al Deportivo Alavés, y fichó al delantero Ignacio Churruca del Sporting de Gijón.
El equipo realizó una gran temporada que se convirtió en histórica pese a no conseguir ningún título. En la Copa de la UEFA, eliminó al Újpest Dózsa en treintaidosavos con un resultado global de 6-0, y al F. C. Basilea en los dieciseisavos. En la siguiente ronda le tocó jugar contra uno de los equipos más potentes, el A. C. Milan. En la ida, el conjunto vasco venció por 4-1 en San Mamés, con dobletes de Dani y Carlos. En la vuelta, sin embargo, el partido se torció y, en el minuto 83, el Athletic ya perdía 3-0 en San Siro y estaba a punto de ser eliminado. Pero en el último minuto, Rojo provocó un penalti que dio una última oportunidad al equipo; nadie se atrevía a lanzarlo, así que tuvo que ser un defensa, Madariaga, quien lo hiciera. El penalti entró, y el Athletic se clasificó para cuartos de final.

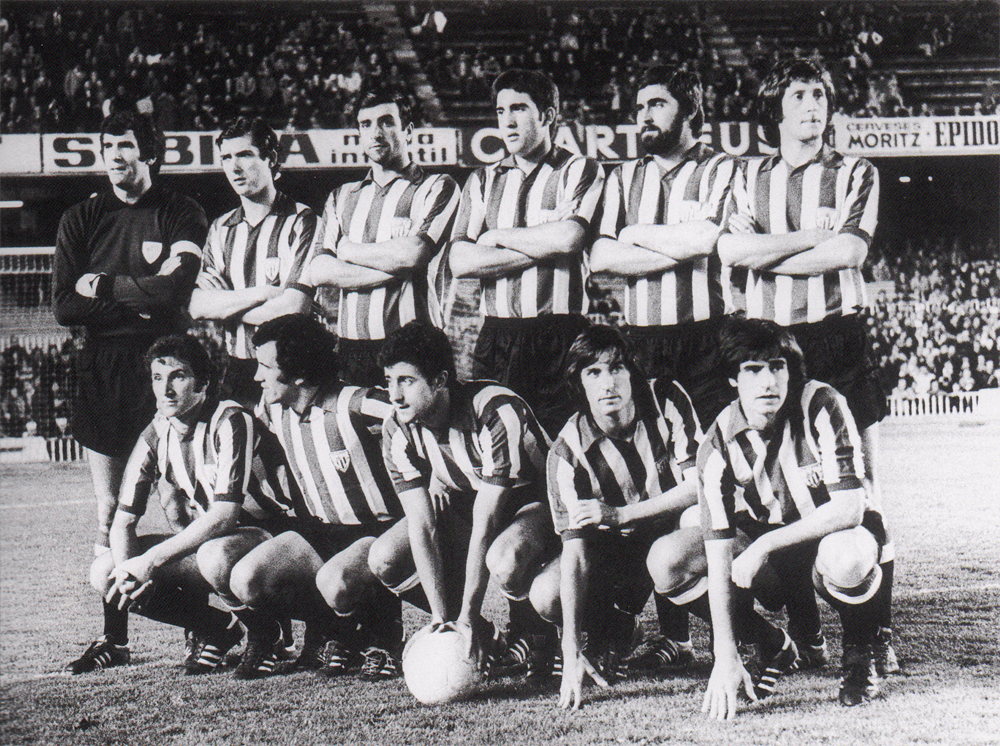
Alineación del Athletic Club en un partido de la Copa de la UEFA 1976-77. Forman, de pie: Iribar, Villar, Alexanco, Goikoetxea, Guisasola y Escalza. Agachados: Churruca, Irureta, Amorrortu, Rojo II y Rojo I.

En los cuartos de final, el conjunto rojiblanco se vio las caras con el F. C. Barcelona de Johan Cruyff. Los vascos vencieron en el partido de ida con los tantos de Dani y Churruca; 2-1 en San Mamés. En la vuelta, los «leones» se pusieron por delante con dos tantos de Irureta, y los azulgrana empataron en la segunda parte por medio de Cruyff, pero no les sirvió de nada y el Athletic pasó a semifinales. Allí se midió al RWD Molenbeek. Ambos partidos acabaron en empate: 1-1 en el Estadio Edmond Machtens de Bélgica y 0-0 en San Mamés. Gracias a la regla del gol de visitante, el conjunto bilbaíno se clasificó para disputar la final frente a la Juventus.
El conjunto italiano contaba con grandes figuras como Dino Zoff, Claudio Gentile, Gaetano Scirea, Franco Causio, Giuseppe Furino, Marco Tardelli o Roberto Bettega, algunos de los cuales se proclamaron campeones del mundo con Italia en 1982. El partido de ida se celebró el 4 de mayo en el Stadio Comunale Vittorio Pozzo, y se saldó con un único gol de Tardelli que dio la victoria a los italianos. La vuelta se disputó el 18 de mayo en San Mamés, y el técnico Koldo Agirre alineó a los siguientes jugadores: Iribar, Lasa, Guisasola, Alexanko, Escalza, Villar, Churruca, Irureta, Amorrortu, Dani y Rojo I. El encuentro se saldó con un 2-1 en favor de los vascos, con goles de Irureta y Carlos para los bilbaínos y Bettega para el conjunto de Piamonte. Sin embargo, la regla del gol visitante dio la victoria al equipo italiano, que se alzó con el título en el mismo San Mamés. Este partido no estuvo exento de polémica, pues los aficionados vizcaínos se quejaron de la actuación arbitral por no haber anulado el gol de la juve, en supuesto fuera de juego. Si bien el tanto marcado por Irureta para los rojiblancos también pudo haber sido anulado por posición antirreglamentaria; de haberse anulado ambos goles, el resultado global hubiese sido de 1-1 y se hubiese diputado la prórroga.
Esa temporada el Athletic quedó tercero en liga y también disputó la final de la Copa del Rey frente al Real Betis, dirigido por Rafa Iriondo. Esta final se jugó el 25 de mayo en el Estadio Vicente Calderón. El Athletic se puso por delante por medio de Carlos, pero López empató justo antes del descanso, y el marcador ya no se movió en todo el partido, por lo que tuvieron que disputar la prórroga. Dani marco pronto para los rojiblancos, y cuando parecía que los «leones» ya tenían el título en su haber, López volvió a empatar para el Betis poco antes del final. En la tanda de penaltis, el Betis falló primero y Dani, quien era un especialista, tuvo la posibilidad de marcar el gol de la victoria, pero los nervios le jugaron una mala pasada y erró el tiro. La tanda continuó empatada y llegó el turno de los porteros: Esnaola logró batir a Iribar y luego el Chopo falló el último penalti, por lo que el Betis se proclamó campeón.

### Los últimos años del Chopo
En el verano de 1977, Javier Clemente entró en el cuerpo técnico del club. Por otro lado, las aficionadas rojiblancas vieron por fin reconocido su derecho a ser socias del Athletic.
En la temporada 1977-78 el Athletic volvió a quedar tercero en liga y se clasificó una vez más para la Copa de la UEFA. Sin embargo, en la competición europea no pudo repetir el éxito de la pasada campaña y acabó eliminado en octavos de final por el Aston Villa F. C.. Y en la copa corrió la misma suerte. Ese año irrumpió con fuerza Estanis Argote y, al final de la misma, Amorrortu fue traspasado al Real Zaragoza. En el curso 1978-79 el equipo se desvaneció y acabó noveno en liga, además, fue eliminado en la primera ronda de la Copa de la UEFA por el Ajax. A final de temporada Koldo Aguirre fue destituido, debido a la falta de entendimiento con sus jugadores. En lo positivo, ese año emergieron jóvenes talentos como Santi Urkiaga y Manu Sarabia.
La campaña 1979-80 fue un punto de inflexión para el club, que entró de nuevo en una etapa de transición. En el banquillo, el técnico austríaco Helmut Senekowitsch fue el elegido para sustituir a Aguirre. Pero el mayor cambio vino en la portería; después de 17 temporadas como titular indiscutible, José Ángel Iribar fue relegado al banquillo y su lugar lo ocupó el canterano Peio Aguirreoa. A final de temporada, tanto Iribar como sus compañeros Churruca e Irureta, se retiraron del fútbol. El guardameta llegó a disputar 614 partidos con el Athletic y 49 con la selección española, superando al histórico Ricardo Zamora. El 31 de mayo de 1980 se celebró el homenaje a Iribar en San Mamés. Por otra parte, el Athletic vendió a Alexanko al F. C. Barcelona por una cifra récord de 100 millones de pesetas.

## Clemente y las ligas de los ochenta (1980-1986)
En el curso 1980-81 Iñaki Sáez se hizo cargo del banquillo y dejó al equipo en novena posición. El técnico se mostró pesimista de cara al futuro del club, pues consideraba que el equipo estaba condenado a luchar por la permanencia en los próximos años. Sin embargo, Javier Clemente, que en ese momento entrenaba al Bilbao Athletic, rechazó esta idea y dijo estar convencido de poder formar un equipo campeón, lo que fue recibido como una «bilbainada» y le reportó duras críticas. Para la temporada 1981-82 el Athletic le puso al mando del primer equipo y descendió a Sáez al filial. Con Clemente, el conjunto bilbaíno alcanzó la cuarta plaza y se clasificó para disputar la Copa de la UEFA. A final de temporada se despidió del club Txetxu Rojo, con 541 encuentros a sus espaldas. Por esos años, con motivo de la celebración de la Copa Mundial de Fútbol de 1982 en España, se realizó la última gran remodelación del viejo San Mamés, que fue la sede de la selección inglesa en la fase de grupos, donde se enfrentó a Francia, Checoslovaquia y Kuwait.

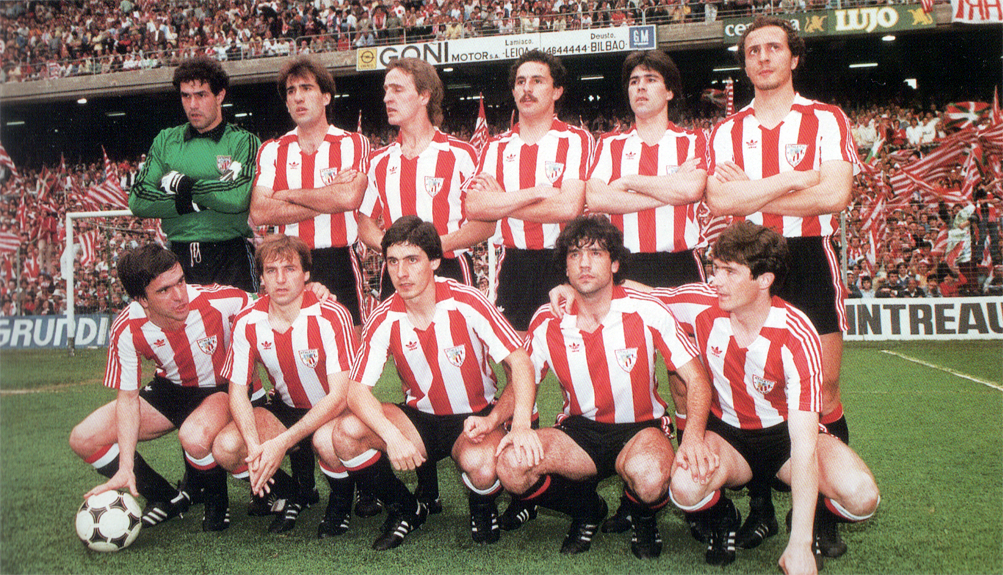
Alineación en la última jornada de Liga de la temporada 1983-84. De pie: Zubizarreta, Goikoetxea, De Andrés, De la Fuente, Urkiaga y Liceranzu. Agachados: Dani, Sola, Noriega, Urtubi y Argote.

Javier Clemente culminó la renovación de la plantilla y subió o consolidó en el primer equipo a muchos jugadores jóvenes, la mayoría provenientes del filial, como Noriega, Gallego, Sola, De la Fuente, Bolaños, Urtubi, Endika, Liceranzu, los hermanos Patxi y Julio Salinas, Andrinúa, Ferreira y los porteros Zubizarreta y Cedrún (hijo del ex-guardameta Carmelo Cedrún), entre otros. En la campaña 1982-83, el Athletic dio la sorpresa y conquistó el título de liga, algo que no lograba desde 1956. En la última jornada, el equipo vizcaíno ganó 1-5 en Las Palmas, mientras que su principal competidor, el Real Madrid de Santillana, cayó ante el Valencia de Koldo Aguirre por 1-0. El club celebró el triunfo con un paseo en gabarra por la ría de Bilbao en el que se dieron cita casi un millón de personas. La temporada siguiente jugó por segunda vez la Copa de Europa, pero fue eliminado en los octavos de final por el Liverpool de Ian Rush que posteriormente se alzó con el título. No obstante, conquistó el doblete de liga y copa, lo que además le dio de forma automática la Supercopa de España. En el torneo regular alcanzó la gloria tras ganar a la Real Sociedad (2-1) en la última jornada gracias a un doblete de Liceranzu. Mientras que, en la final de copa, venció al F. C. Barcelona de Maradona –que partía como favorito– con un solitario gol de Endika (1-0). Este encuentro se hizo famoso por la tangana que se montó al final, en la que Maradona le partió la cara a Sola y hubo un enfrentamiento entre jugadores de ambos equipos y lanzamiento de objetos desde la grada. En aquella final Clemente alineó al siguiente once: Zubizarreta, Urkiaga, Liceranzu, Goikoetxea, Núñez, Patxi Salinas, De Andrés, Urtubi, Dani, Endika y Argote. También cabe mencionar la aportación de Manu Sarabia, un delantero cuya especialidad era el regate y que es considerado por muchos aficionados como el jugador más talentoso de la época.

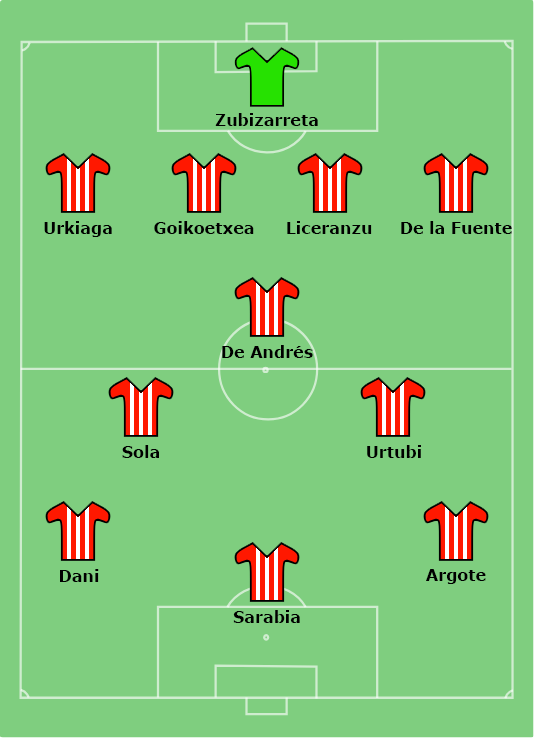
Alineación tipo del Athletic campeón de liga.

En la temporada 1984-85 el Athletic alcanzó nuevamente la final de copa, pero en esta ocasión perdió ante el Atlético de Madrid de Hugo Sánchez (1-2). En liga acabó en tercera posición, sin posibilidades reales de aspirar al título, y en la Copa de Europa cayó eliminado en la primera ronda a manos del Girondins de Burdeos. A partir de entonces el equipo fue a menos. Además, durante la campaña 1985-86 surgió un conflicto en el vestuario que tuvo como grandes protagonistas al entrenador Javier Clemente y a la estrella del equipo, Manu Sarabia. El jugador se había visto relegado al banquillo y le pidió explicaciones a su entrenador, pero el técnico no se tomó bien la actitud del futbolista y se lo recriminó delante de sus compañeros: «¡Tú lo que tienes que hacer es callarte! Si no juegas pues te jodes. Somos veinticinco, hay once que juegan y catorce que no y tú te jodes y juegas cuando te toque».Clemente fue destituido el 25 de enero de 1986 y su puesto en el banquillo lo ocupó Iñaki Sáez hasta final de temporada. Por otra parte, los problemas económicos obligaron al Athletic a vender a dos de sus jugadores más importantes: el portero Zubizarreta, que recaló en el F. C. Barcelona en contra de sus deseos, y el delantero Julio Salinas, traspasado al Atlético de Madrid. Otro de los pilares en abandonar el equipo fue el laureado Dani, que puso fin a su carrera deportiva tras haber disputado 402 partidos en los que marcó 199 goles con el club, una cifra que le colocó como el segundo máximo goleador de la historia del Athletic. La temporada siguiente también abandonaron el equipo otros tres jugadores que participaron activamente en las consecuciones de los títulos: Goikoetxea se marchó al Atlético de Madrid, Urkiaga al R. C. D. Espanyol y De la Fuente al Sevilla F. C., y les siguieron un año más tarde Liceranzu (Elche C. F.) y De Andrés (retirado). Para 1988 el equipo campeón de los ochenta había dejado de existir y el Athletic entró en una época de declive e incertidumbre.

## El declive (1986-1996)

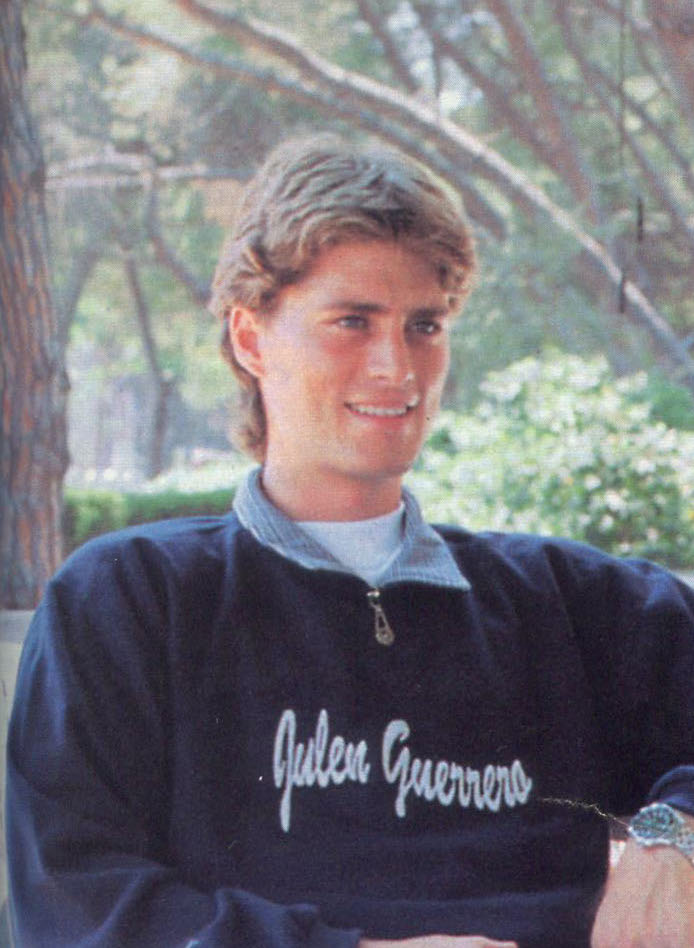
Julen Guerrero, apodado “la Perla”, fue la principal estrella del club en la década de los noventa.

Tras la desaparición del último equipo campeón, el Athletic se vio inmerso en un periodo de declive que comenzó en la temporada 1986-87, con José Ángel Iribar como técnico. Al principio de la temporada la entidad vizcaína fichó al cancerbero Biurrun de Osasuna para sustituir a Zubizarreta, pero el bajón de calidad fue notable y concluyó la liga decimotercero, lo que le llevó disputar a los play-offs de descenso en la conocida como «Liga del play-off», en la que se salvó sin demasiados apuros. En la campaña posterior el club contrató al entrenador Howard Kendall, quien tiró de cantera para reestructurar el equipo y subió a jugadores como Alkorta, Garitano, Urrutia o Mendiguren. También consagró en el primer equipo a otros jóvenes futbolistas como Ferreira o Andrinua, a los que se sumó el fichaje del delantero Uralde proveniente del Atlético de Madrid.La labor del técnico dio sus frutos y el equipo alcanzó la cuarta posición en liga, lo que le dio derecho a disputar la próxima Copa de la UEFA, si bien su andadura europea duro muy poco, ya que cayó eliminado en los dieciseisavos de final por la Juventus y, en la liga, se quedó en un intranscendente séptimo puesto. Tras esto, el equipo se hundió y en los tres años posteriores no logró superar la decimosegunda posición en el torneo liguero. En 1989 el Athletic acometió el que supuso el fichaje más caro de su historia hasta ese momento, al pagar 300 millones de pesetas a la Real Sociedad por el prometedor delantero Loren, quien nunca llegó a cumplir las expectativas y su paso por Bilbao fue controvertido. Durante la temporada 1989-90 Txetxu Rojo sustituyó a Howard Kendall y canteranos como Lakabeg y Eskurza adquirieron peso en el primer equipo. A mediados de 1990 los socios eligieron a José Julián Lertxundi como nuevo presidente del club y con él regresó al banquillo Javier Clemente, que casi a final de temporada fue cesado por los malos resultados y tras llamar «panda de mingafrías» a sus jugadores. Le sustituyó Iñaki Sáez y, durante la temporada 1991-92, fue Jesús Aranguren quien relevó a Sáez.
El presidente Lertxundi decidió dar carpetazo de una vez al ir y venir de entrenadores fichando a un técnico contrastado, de esa forma el alemán Jupp Heynckes se hizo con los mandos del equipo en 1992-93. Esa temporada irrumpió con fuerza el guardameta Juanjo Valencia, proveniente de la cantera, que vino a reforzar una de las posiciones más flojas del equipo. Por contra, el Athletic traspasó al defensa Rafa Alkorta al Real Madrid a cambio de 350 millones de pesetas, para paliar así el déficit económico del club. Con Heynckes el equipo dio muestras de mejora y en la campaña 1993-94 se clasificó para la Copa de la UEFA después de lograr el quinto puesto en la liga. En esa época comenzó a sobresalir una joven promesa de la cantera, Julen Guerrero, que se convirtió en un ícono del club y en un ídolo para la afición. También cabe destacar a otros jugadores de la época como Ernesto Valverde, Aitor Larrazabal, Cuco Ziganda y Aitor Karanka. En 1994 José María Arrate sustituyó a Lertxundi como presidente, trayendo consigo al delantero Jon Andoni Goikoetxea del F. C. Barcelona, al centrocampista Bittor Alkiza de la Real Sociedad y, como entrenador, a Javier Irureta en sustitución de Jupp Heynckes, quien había decidido antes de las elecciones no continuar en el club. Esa temporada el Athletic cayó en octavos de final de la Copa de la UEFA a manos del Parma, tras haber eliminado a un rival complicado como el Newcastle. Arrate cesó a Irureta a mitad de temporada y puso en su lugar a Amorrortu. Para la temporada 1995-96, fichó a la joven promesa del equipo donostiarra, Joseba Etxeberria, que llegó con tan solo 17 años, y puso como entrenador a Dragoslav Stephanovich. En marzo, el técnico serbio fue cesado y Amorrortu volvió a hacerse cargo del equipo, que cosechó la peor clasificación de su historia en liga hasta ese momento al acabar en decimoquinta posición.

## La generación del centenario (1996-2001)

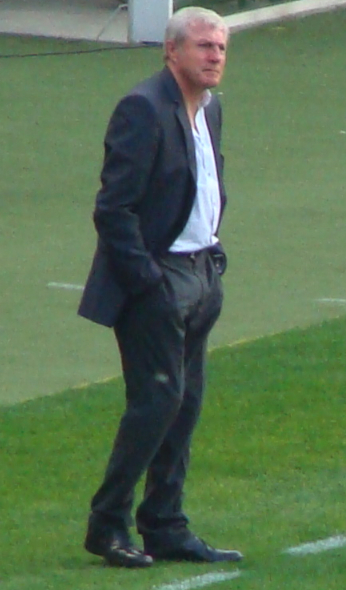
Luis Fernández llevó al Athletic a conseguir el subcampeonato de liga y lo clasificó para la Liga de Campeones.

Después de varios años difíciles, el club tomó medidas para reconducir la situación del equipo de cara a la temporada 1996-97. Para ello, contrató al entrenador Luis Fernández y reforzó el equipo con los fichajes del delantero Ismael Urzaiz, procedente del R. C. D. Espanyol, y del defensa vasco francés Bixente Lizarazu, del Girondins de Burdeos; hubo cierta polémica con este fichaje, ya que desde fuera del País Vasco se consideraba que no entraba en la filosofía del club. En la portería, el canterano Imanol Etxeberria sustituyó a Valencia, cuyo rendimiento había empeorado en los últimos años. Estas mejoras dieron sus frutos y el equipo logró clasificarse para la Copa de la UEFA tras alcanzar la sexta posición en liga.
Pero el presidente Arrate quería mejorar aún más el equipo de cara a la campaña 1997-98, que era especial para el club, por la celebración de su centenario. Pese a la marcha de Aitor Karanka al Real Madrid y de Bixente Lizarazu al Bayern de Múnich, reforzó el equipo con las incorporaciones de Javi González, Mari Lacruz, Mikel Lasa, Txomin Nagore y el regreso de Rafa Alkorta y Patxi Ferreira. Como fichaje estrella, el club se gastó 2000 millones de pesetas (12 millones de euros) en la contratación del defensa Roberto Ríos, procedente del Real Betis, quien se convirtió en el fichaje más caro de la historia del Athletic hasta ese momento. El equipo realizó una gran temporada y se proclamó subcampeón de liga, clasificándose así para participar en la nueva Liga de Campeones de la UEFA, competición que fue estrenada en la campaña 1992-93 en sustitución de la antigua Copa de Europa. En la Copa de la UEFA 1997-98, el Athletic fue eliminado en los dieciseisavos de final por el Aston Villa F. C., tras eliminar a la U. C. Sampdoria en la ronda anterior.
En 1998, el Athletic celebró su centenario. Para conmemorar esa fecha histórica organizó una serie de actos, como los conciertos de Luciano Pavarotti y de los Rolling Stones acontecidos en la Catedral, o la organización del XXI Congreso Nacional de Peñas del club. Correos también se sumó a los actos del centenario emitiendo un sello con un valor de 35 pesetas. Pero el acto principal fue el partido entre el Athletic y la selección de Brasil, disputado el 31 de mayo de 1998 en San Mamés, con resultado de empate a uno; los rojiblancos se adelantaron en el minuto 19 por medio de Carlos García y luego Rivaldo empató el encuentro en el minuto 50. Aquella fue la primera vez que la Canarinha se enfrentó a un club de fútbol.
Para la temporada 1998-99 el Athletic fichó a Santi Ezquerro del Atlético de Madrid y a Andoni Imaz de la Real Sociedad. Debutó en la Liga de Campeones eliminando al Dinamo Tbilisi en la ronda previa, y en la fase de grupos le tocó enfrentarse al Rosenborg, al Galatasaray y a la Juventus. Para la última jornada tan solo había cosechado tres empates, por lo que la victoria ante los turcos en San Mamés no les sirvió para evitar la eliminación. En liga, estuvo peleando por entrar en la Copa de la UEFA hasta el final, pero a pesar de conseguir 60 puntos no logró su objetivo y quedó octavo.
La campaña 1999-2000 supuso un gran paso atrás en las aspiraciones del club, de luchar por Europa pasó a vagar sin rumbo por mitad de la clasificación. Además, a partir de esa temporada, Julen Guerrero, quien hasta entonces había sido la estrella del equipo, se vio relegado al banquillo para sorpresa de muchos. Tampoco el portero Imanol Etxeberría corrió mejor suerte y fue relevado por Iñaki Lafuente. El Athletic acabó decimoprimero en liga y Luis Fernández fue destituido, su lugar lo ocupó Txetxu Rojo. Pese al cambio de entrenador, el equipo se hundió más y se pasó el curso 2000-01 luchando por la salvación, que finalmente logró tras acabar decimosegundo en liga, a tan solo cuatro puntos del colista, el C. D. Numancia. Durante esa temporada, el Athletic recibió la peor goleada a domicilio de su historia tras caer 7-0 contra el F. C. Barcelona en el Camp Nou.  En el aspecto positivo, debutaron jóvenes promesas que serían importantes para el equipo en un futuro próximo, como Asier del Horno, Fran Yeste, Pablo Orbaiz o Dani Aranzubia.

## Transición y crisis (2001-2011)

### Dos semifinales perdidas y una goleada histórica

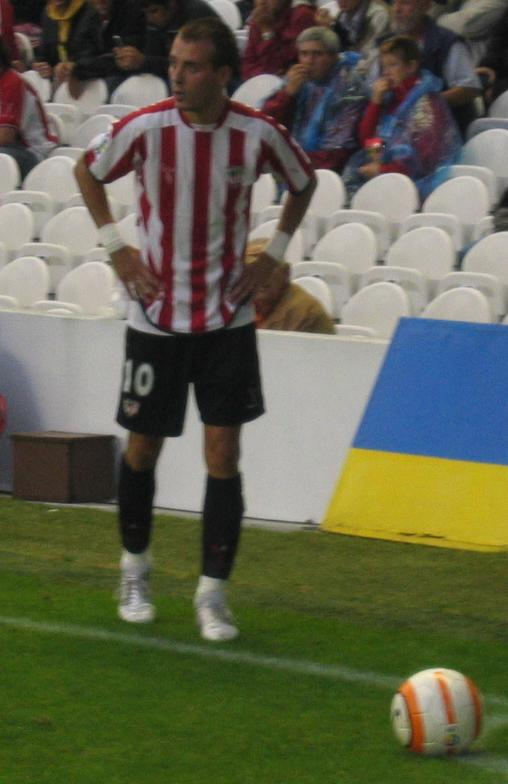
Fran Yeste fue una de las principales estrellas del club en los años 2000.

Terminados los años noventa, el Athletic entró en una década de pocos éxitos marcada por una crisis institucional y deportiva en la que estuvo a punto de descender. Al comienzo de la temporada 2001-02 Javier Uría fue elegido nuevo presidente y trajo de vuelta a Jupp Heynckes, que inició su segundo ciclo en el banquillo rojiblanco. En los dos años que el técnico alemán dirigió al equipo este mejoró considerablemente, ya que estuvo luchando por clasificarse para la Copa de la UEFA hasta el último momento y alcanzó las semifinales de la Copa del Rey tras quince años sin lograrlo, donde fue eliminado por el Real Madrid. Durante ese tiempo Heynckes renovó el equipo dando más protagonismo a los canteranos, entre los que se encontraban Aranzubía, Del Horno, Luis Prieto, Murillo, Aitor Ocio, Gurpegui y Yeste. También se consolidaron otros jugadores provenientes de fuera como Orbaiz y Tiko. En la recta final de la campaña 2002-03 Heynckes criticó la filosofía al afirmar que «el Athletic es como un Volkswagen en una carrera de Fórmula 1»; poco antes, había trasladado al club por escrito que no seguiría la próxima temporada. Aun así, la entidad bilbaína intentó hacerle cambiar de opinión y le presentó una oferta de renovación, pero el alemán la rechazó. En junio de ese año falleció de cáncer el presidente Javier Uría, por lo que el vicepresidente, Ignacio Ugartetxe, tomó el mando de forma temporal.
En la campaña 2003-04 el Athletic puso en el banquillo al entrenador del filial, Ernesto Valverde, con quien el equipo logró alcanzar la quinta plaza y, con ello, se clasificó para la Copa de la UEFA después de seis años sin conseguirlo. Esta temporada también supuso la consolidación en el primer equipo de Andoni Iraola, lateral derecho que sustituyó al cuestionado Iñigo Larrainzar. Durante el verano de 2004, se convocaron elecciones anticipadas, en las que Fernando Lamikiz fue elegido como nuevo presidente del club. En la siguiente temporada el rendimiento del equipo fue de más a menos. Por un lado, logró una goleada histórica en la Copa de la UEFA 2004-05 al ganar por 1-7 al Standard Lieja, aunque después cayó eliminado en dieciseisavos ante el Austria de Viena. En la Copa del Rey disputó las semifinales y jugó el partido de vuelta en San Mamés, pero perdió de forma dolorosa ante el Real Betis en la tanda de penaltis, quien poco después se proclamó campeón. A raíz de la eliminación en la Copa de la UEFA en febrero de 2005, las cosas empezaron a no marchar bien, ni en lo institucional ni en lo deportivo. Finalmente, el Athletic concluyó la Liga noveno y el entrenador Ernesto Valverde rechazó la oferta de renovación por discrepancias con la nueva junta directiva.

### El bienio negro
A partir de 2005 el club entró en una época de crisis institucional y deportiva. Primero perdió a dos de sus puntales en temporadas anteriores: Asier del Horno, traspasado al Chelsea F. C., y Santi Ezquerro, que finalizó su contrato y se marchó al F. C. Barcelona; curiosamente, los dos jugadores que habían fallado sus disparos en la tanda de penaltis contra los béticos. Para sustituir a Valverde en el banquillo la junta directiva contrató a José Luis Mendilibar, proveniente de la S. D. Eibar de Segunda División, pero pronto fue cesado debido al nefasto inicio de Liga (el segundo peor de la historia del Athletic). Le sustituyó Javier Clemente, quien se sentaba por tercera vez en el banquillo rojiblanco. Con Clemente el equipo mejoró y logró la salvación en la penúltima jornada (victoria por 1-2 en Riazor). Sin embargo, al inicio de la nueva pretemporada el Athletic le despidió debido a una mala relación con el presidente, Fernando Lamikiz. Justo antes, Clemente había criticado el fichaje del prometedor centrocampista Javi Martínez, por quien el club pagó seis millones de euros a Osasuna, al decir públicamente que no le conocía y que no había pedido su fichaje.
Para la temporada 2006-07 el club confió en el entrenador del filial, Félix Sarriugarte, a quien destituyó a mitad de temporada porque el equipo se encontraba en puestos de descenso y no daba señales de mejoría. Antes de eso, el presidente Fernando Lamikiz había dimitido tras la fuerte pitada que recibió al término de un partido de Liga. Ana Urquijo tomó el sillón presidencial y puso a José Manuel Esnal "Mané" de entrenador. El Athletic estuvo todo el curso luchando por conseguir la permanencia que no logró hasta la última jornada de Liga, en un partido decisivo frente al Levante U. D. Estas dos temporadas son recordadas por los aficionados como el «bienio negro».Al final de esa campaña, Ismael Urzaiz decidió dar por terminada su etapa en el club y fichó por el Ajax; el delantero navarro permaneció once temporadas en el Athletic, donde jugó 419 partidos y marcó 129 goles.

### Recuperación y crecimiento con Caparrós

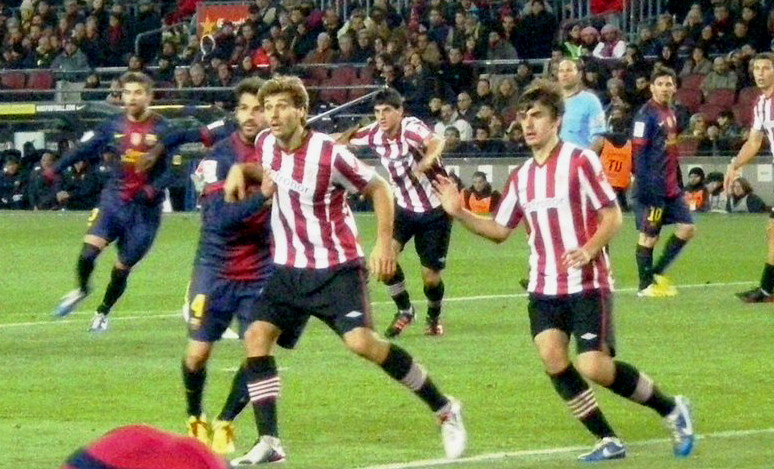
Fernando Llorente durante un partido ante el Barça defendido por Cesc Fàbregas.

En julio de 2007 la presidenta Ana Urquijo convocó elecciones anticipadas cuyo vencedor fue Fernando García Macua. El nuevo presidente contrató al entrenador Joaquín Caparrós y fichó a varios jugadores, como el portero Gorka Iraizoz, el centrocampista David López o el defensa Aitor Ocio (quien en 2003 se había marchado al Sevilla C. F. tras no ser renovado por el Athletic), entre otros. Con esto, sumado a la consolidación de Fernando Llorente, Javi Martínez y Fernando Amorebieta, la situación del equipo mejoró notablemente y se mantuvo durante toda la temporada en la parte media de la clasificación sin pasar apuros. En la campaña 2008-09 el equipo continuó con su progresión ascendente y consiguió dejar atrás la lucha por la permanencia. Además, volvió a disputar una final de la Copa del Rey tras veinticuatro años sin lograrlo, para ello eliminó a cuatro equipos de Primera División: Recreativo de Huelva, C. A. Osasuna, Real Sporting de Gijón y Sevilla F. C. En la final cayó derrotado por 1-4 frente al F. C. Barcelona, que más tarde logró el triplete al ganar la Liga, la Copa y la Liga de Campeones. Gracias a esa final, el Athletic se clasificó para disputar la nueva Europa League (versión renovada de la Copa de la UEFA) y para jugar la Supercopa de España contra el propio F. C. Barcelona, que de nuevo resultó vencedor.
A partir de la temporada 2009-10 el equipo entró en una etapa de crecimiento, en la cual comenzaron a emerger jóvenes promesas como Iker Muniain, Óscar de Marcos, Mikel San José, Markel Susaeta y Ander Iturraspe, si bien su participación en el primer equipo aún era secundaria. Con un equipo hecho, pero a la vez sin florecer, el Athletic llegó hasta dieciseisavos de final de la Europa League, mientras que en Liga concluyó en octava posición. Finalizada la temporada, varios jugadores veteranos abandonaron el equipo: Joseba Etxeberria y Armando Ribeiro dieron por concluida su carrera futbolística, mientras que Fran Yeste e Iñaki Muñoz culminaron sus contratos y el club decidió no renovarles.Durante la campaña 2010-11 las jóvenes promesas comenzaron a hacerse un hueco dentro del once titular, a las que se sumaron las recién emergidas ese año, como Borja Ekiza, Jon Aurtenetxe, Ibai Gómez e Igor Martínez, unas con más éxito que otras. El Athletic logró finalmente su objetivo de clasificarse para la Europa League, alcanzando la sexta posición con 58 puntos, los mismos que el Sevilla F. C. (quinto) y el Atlético de Madrid (séptimo). Además, Fernando Llorente batió su propio récord al marcar 18 goles en Liga, una cifra que no alcanzaba un jugador del Athletic desde que Julen Guerrero lo hiciera en 1994.

## Una nueva generación de campeones (2011-2017)

### Bielsa y la segunda final europea
En julio de 2011 los socios eligieron a Josu Urrutia como nuevo presidente, y con él llegó al banquillo el argentino Marcelo Bielsa en sustitución de Joaquín Caparros, cuya continuidad había sido propuesta por el otro candidato y presidente saliente, Fernando García Macua. Ese mismo verano el Athletic fichó al prometedor centrocampista Ander Herrera, proveniente del Real Zaragoza, a quien llevaba años intentando captar.

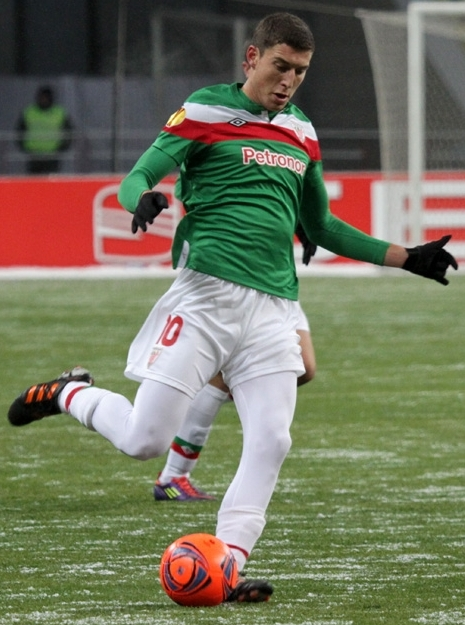
Óscar de Marcos en un partido contra el Lokomotiv de Moscú en el Estadio Olímpico Luzhnikí.

Bielsa cambió radicalmente el estilo de juego del equipo y lo convirtió en un fútbol más vistoso y de toque, similar al que desarrollaba el F. C. Barcelona. Durante los primeros meses el equipo no terminaba de adaptarse al nuevo estilo y los resultados en liga no eran positivos, aunque en la Liga Europa solventaron con éxito los primeros compromisos. En cuanto los jugadores comenzaron a asimilar el nuevo estilo de juego los resultados mejoraron notablemente. Así, el Athletic alcanzó la final de la Copa del Rey y, posteriormente, se clasificó para disputar una final europea tras treinta y cinco años sin hacerlo. Por el camino eliminó a equipos como el Paris Saint-Germain, Lokomotiv, Manchester United, Schalke 04 y Sporting de Portugal, entre otros. Para esa final Bielsa alineó al equipo de gala: Iraizoz, Iraola, Javi Martínez, Amorebieta, Aurtenetxe, Iturraspe, Herrera, De Marcos, Susaeta, Llorente y Muniain. Mientras tanto, en Liga llegó a alcanzar la cuarta plaza en la jornada 24 (33 puntos), sin embargo, debido a la gran cantidad de partidos y a las pocas rotaciones que realizó el técnico argentino, los jugadores llegaron a final de temporada con un gran desgaste físico, lo que perjudicó a su rendimiento en la recta final de la temporada. El Athletic perdió las dos finales por sendas goleadas (3-0 contra el Atlético de Madrid en la Liga Europa, y el mismo desenlace en la final de Copa ante el F. C. Barcelona), mientras que en la Liga dio un gran bajón en el último cuarto, lo que propició que terminara en décima posición con 49 puntos. Aun así, logró clasificarse para disputar otro año más la Liga Europa gracias al puesto obtenido por llegar a la final de Copa.
La temporada 2012-13 estuvo marcada por el regreso de Aritz Aduriz y la marcha de Javi Martínez al Bayern de Múnich, quien tras muchas tribulaciones abonó la cláusula de 40 millones de euros que daba por rescindido su contrato con la entidad vizcaína. A esto se sumó la decisión de no renovar su contrato de Fernando Llorente, quien se marchó gratis a la Juventus en junio de 2013. Por otra parte, la negativa del club de prolongar la ficha de Fernando Amorebieta, quien pedía un salario excepcionalmente alto, llevó a la irrupción en el once titular del canterano Aymeric Laporte. El equipo fue eliminado muy pronto tanto de la Liga Europa, donde cayó en la fase de grupos, como de la Copa del Rey, donde no logró pasar ni la primera eliminatoria. Mientras que en la Liga se pasó toda la temporada en la parte media-baja de la clasificación, incluso en algunas jornadas se metió en puestos de descenso, pero finalmente acabó decimosegundo y logró la salvación sin pasar demasiados apuros. Por otro lado, el domingo 26 de mayo de 2013 el primer equipo disputó su último partido oficial en el antiguo San Mamés, frente al Levante U. D., que finalizó con victoria para los visitantes por 0-1. Tras el partido el club realizó un sencillo acto de homenaje al estadio, que aún fue testigo de otros dos encuentros más antes de su cierre y posterior demolición: el domingo 2 de junio el Bilbao Athletic disputó la promoción de ascenso a Segunda División y, el día 5 del mismo mes, tuvo lugar el partido de homenaje a San Mamés que enfrentó al Athletic contra la selección de Vizcaya. Días después el estadio comenzó a ser derribado tras 100 años de actividad y 1741 partidos oficiales disputados.

### Regreso de Valverde y supercampeones de España 31 años después
El 16 de septiembre de 2013 se jugó el primer partido en el nuevo estadio de San Mamés, un encuentro de Liga contra el R. C. Celta de Vigo que terminó con el resultado de 3-2 a favor de los locales. Antes de eso, el Athletic se vio obligado a jugar la primera jornada de Liga como local en Anoeta, ya que el nuevo campo aún no estaba preparado. En la temporada 2013-14, ya con Valverde en el banquillo, el equipo rindió a un gran nivel durante todo el campeonato y —a falta de dos jornadas— consiguió hacerse con la cuarta plaza y se clasificó para disputar el play-off de la Liga de Campeones, torneo que no disputaba desde 1998. Aparte de eso, también logró batir su récord histórico de puntos en Liga tras alcanzar la meritoria cifra de 70, solo a un punto de igualar la mejor marca histórica de un cuarto clasificado —hasta ese momento— que consiguió el Real Madrid C. F. en la temporada 2003-04. Además, venció al F. C. Barcelona en San Mamés (1-0), algo que no sucedía desde la temporada 2004-05, con Javier Clemente en el banquillo. En julio de 2014, el Manchester United F. C. pagó la cláusula de 36 millones de Ander Herrera y el Athletic perdió a uno de sus jugadores más importantes. El equipo acusó notablemente esta baja durante la siguiente temporada.

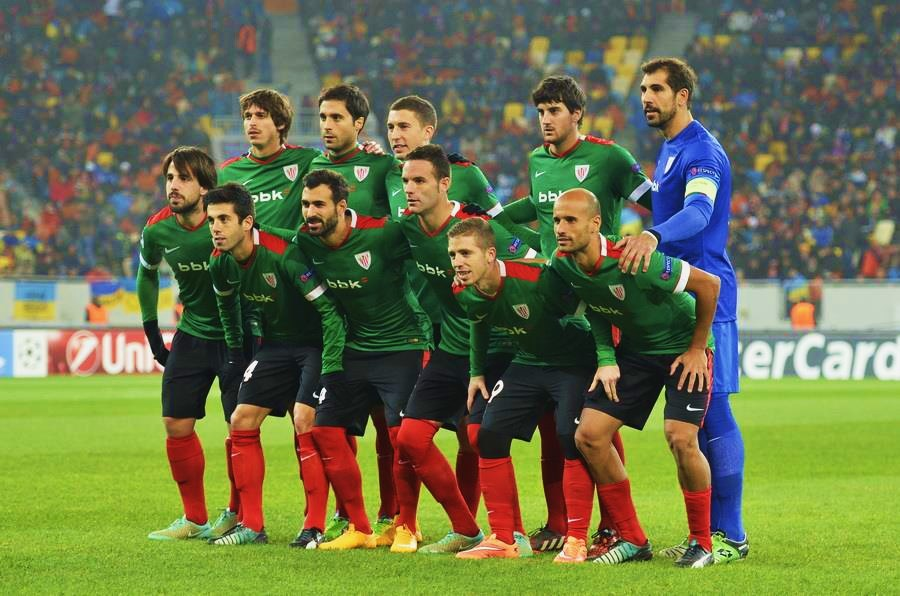
El Athletic en un partido de la Liga de Campeones 2014-15 frente el Shakhtar Donetsk.

Los días 19 y 27 de agosto de 2014 se jugó el play-off de clasificación para la fase de grupos de la Liga de Campeones 2014-15, y al Athletic le tocó enfrentarse contra el Nápoles, uno de los rivales más fuertes que había en el bombo. El partido de ida se jugó en el Estadio San Paolo, donde el Athletic logró sacar un empate valioso (1-1). En el partido de vuelta, que se disputó en un San Mamés a reventar, comenzó adelantándose el Nápoles por medio de Marek Hamšík, pero posteriormente el Athletic logró darle la vuelta al encuentro y terminó imponiéndose por 3-1, con dos goles de Aritz Aduriz y uno de Ibai Gómez. Ya en la fase de grupos, le tocó enfrentarse al F. C. Oporto, al Shakhtar Donetsk y al BATE Borísov, un grupo que se presumía relativamente asequible; sin embargo, evidenciando su bajón respecto a la anterior temporada, no realizó una buena actuación y quedó tercero en la liguilla. No obstante, esa plaza le dio derecho a disputar los dieciseisavos de final de la Liga Europa 2014-15, donde cayó eliminado a manos del Torino F. C.
En la Liga 2014-15 el equipo realizó una primera vuelta muy pobre con tan solo 19 puntos, pero en la segunda vuelta logró invertir la dinámica negativa y cosechó 36 puntos, su mejor marca en una segunda vuelta desde que la Liga tiene 20 equipos. Esto le sirvió para quedar séptimo con 55 puntos y, gracias a ello, clasificarse para la próxima Liga Europa. Destacaron las cinco victorias consecutivas conseguidas en esta segunda vuelta, incluida la victoria ante el Real Madrid C. F. en San Mamés por 1-0, con un gol de cabeza de Aritz Aduriz. En aquella temporada los cinco primeros clasificados se mostraron altamente superiores al resto; tan es así, que el quinto clasificado (el Sevilla F. C.), logró 76 puntos y batió así una marca histórica, pues hasta ese momento ni siquiera el cuarto clasificado había pasado nunca de los 71).

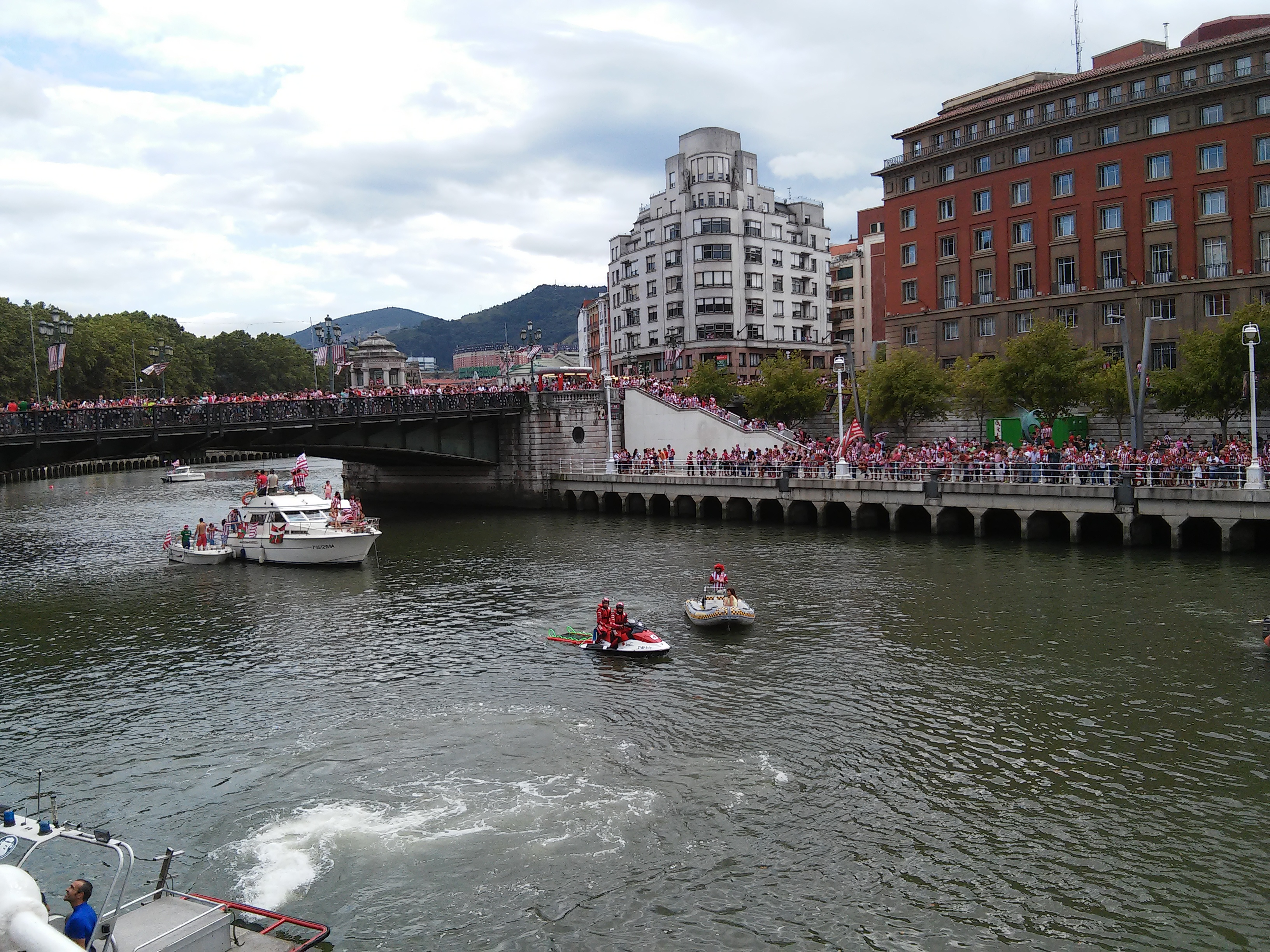
Día de celebración de la victoria del Athletic en la Supercopa de España de 2015.

En la Copa volvió a llegar a otra final tras eliminar a CD Alcoyano, Celta de Vigo, Málaga y Espanyol. La final la jugó contra el F. C. Barcelona por tercera vez y de nuevo volvió a salir derrotado, en este caso por 1-3; Iñaki Williams marcó el gol de la honra para los bilbaínos. Esta temporada supuso la despedida de Andoni Iraola, quien abandonó el club después de doce temporadas en el primer equipo y 510 partidos oficiales disputados. En agosto de 2015 se enfrentó al F. C. Barcelona por el título de la Supercopa de España, a la que accedió por haber sido el subcampeón de Copa. En el partido de ida —jugado en San Mamés— venció por 4-0 con un hat-trick de Aduriz y, en la vuelta, consiguió un empate (1-1) que le dio su primer título oficial en 31 años. En la Liga Europa llegó hasta los cuartos de final tras dejar fuera al Olympique de Marsella en dieciseisavos y al Valencia en octavos, pero no pudo eliminar al Sevilla en la tanda de penaltis (a pesar de la ocasión clara fallada por Susaeta, quien casi al final de la prórroga se quedó solo delante del portero y falló el disparo), que más tarde se proclamó campeón. En Copa cayeron en cuartos de final ante el F- C. Barcelona tras ponerle en apuros en el partido de vuelta. Por último, en Liga consiguieron la quinta plaza que le daba acceso a la fase de grupos de la Europa League 2016-17. En la última temporada de Valverde, el equipo estuvo titubeante tanto en Liga como en Europa (eliminado por el APOEL), sin embargo, en la Copa del Rey los leones volvieron a caer eliminados, en octavos de final, frente al F. C. Barcelona dando una buena imagen. De nuevo, tras una segunda vuelta espectacular, con once victorias, finalizaron en séptima posición, lo que les dio acceso a la fase previa de la Liga Europa de la UEFA 2017-18. El 24 de mayo, el Kuko Ziganda se convirtió en nuevo entrenador del conjunto bilbaíno, tras la marcha de Ernesto Valverde al F. C. Barcelona.

## Éxitos, fracasos y una nueva transición (2017-2022)

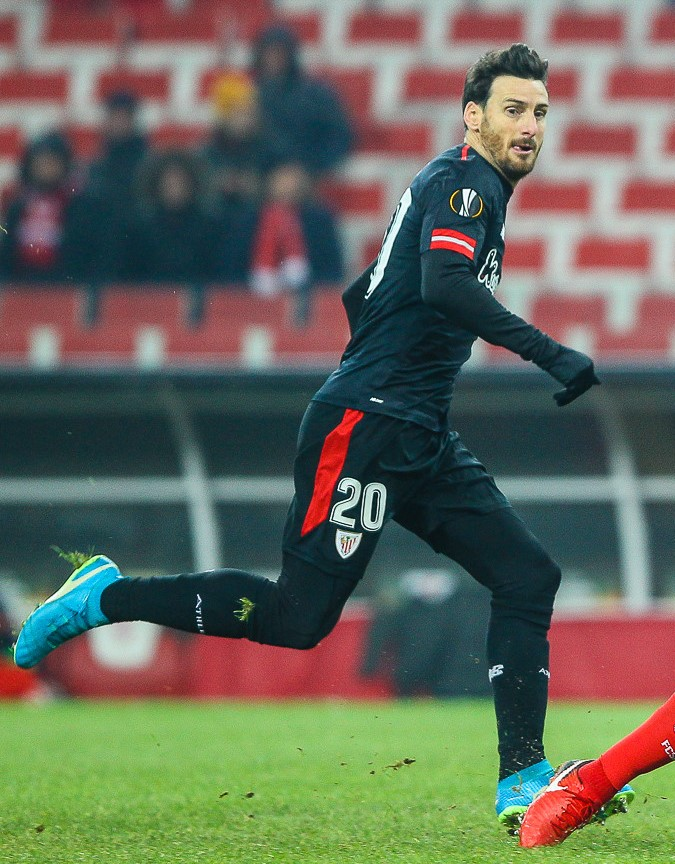
Aritz Aduriz se constituyó como uno de los máximos goleadores en la historia del club con 172 goles.

La temporada 2017-18 supuso un retroceso para el equipo, pasando de luchar por Europa a la zona baja de la clasificación, los malos resultados provocaron el hundimiento del equipo que acabó en decimosexta posición con 43 puntos, lo que supuso la peor clasificación desde el bienio negro. Esa temporada Ziganda se estableció como el entrenador con el peor porcentaje de victorias en liga de la historia del Athletic, con un 25 % (6 de 24). Mientras que en la Copa cayó eliminado en la primera ronda por la S. D. Formentera, en la Europa League sufrió en exceso para clasificarse en un grupo especialmente asequible, a pesar de ello, logró quedar primero y en dieciseisavos eliminó al campeón de la liga rusa, el Spartak Moscú. Momentos antes de iniciarse el partido de ida en San Mamés, hubo disturbios entre la afición local y la del Spartak que se saldaron con la muerte de un ertzaina (policía autonómica), quien sufrió un infarto mientras participaba en el operativo de seguridad desplegado en los alrededores de San Mamés. Posteriormente, la UEFA sancionó al club ruso por los incidentes acontecidos aquel día. En octavos de final le tocó jugar contra el Olympique de Marsella, pero los franceses se mostraron muy superiores en ambos encuentros y el Athletic se despidió de la Europa League con una pañolada por parte de su afición. Como consecuencia de la mala temporada, Ziganda fue destituido.
Durante el mercado invernal de 2018, el Manchester City de Pep Guardiola abonó los 65 millones de la cláusula de rescisión de Aymeric Laporte. Para paliar la marcha del defensa, el presidente Josu Urrutia decidió pagar la cláusula del capitán de la Real Sociedad, Iñigo Martínez, que ascendía a 32 millones de euros, lo que supuso el fichaje más caro de la historia del club bilbaíno.A final de temporada también se marchó el prometedor guardameta Kepa Arrizabalaga, por quien el Chelsea F. C. pagó una cláusula de 80 millones, siendo el traspaso más caro que se realizó en la historia del fútbol por un portero y, al mismo tiempo, la venta más cara en la historia del Athletic.En un principio, su puesto en la portería lo ocuparon Iago Herrerín y la joven promesa Álex Remiro, pero el primero se lesionó justo antes de comenzar la Liga y el segundo no aceptó la oferta de renovación, además se sospechaba que ya tenía un acuerdo apalabrado para fichar por la Real Sociedad, así que el club lo mandó a la grada por el resto de la temporada; finalmente la titularidad recayó en otra joven promesa, Unai Simón, a quien el Athletic se vio obligado a recuperar de su cesión al Elche C. F.. El meta alavés jugó varios partidos, pero cuando Herrerín se recuperó el míster Eduardo Berizzo —que se acababa de hacer cargo del banquillo— decidió apostar por su veteranía y relegó a Simón al banquillo, aunque luego le permitió jugar los partidos de Copa.
Tras 14 jornadas de Liga celebradas, la junta gestora —que dirigía temporalmente el club con motivo de las elecciones a la presidencia— decidió cesar a Berizzo debido a los malos resultados, pues el equipo se encontraba en puestos de descenso con tan solo once puntos y una victoria. En su lugar pusieron al entrenador del filial, Gaizka Garitano, quien decidió apostar por un bloque sólido en defensa y colocar en punta de ataque al veloz Iñaki Williams, algo que le funcionó desde el primer momento. La plantilla mejoró su rendimiento y consiguió salir de los puestos de descenso y alcanzar el séptimo puesto de la clasificación, sin embargo, tras un decepcionante partido en la última jornada ante el Sevilla, el equipo cayó al octavo lugar y se quedó fuera de Europa. Garitano consiguió sumar 42 puntos en 24 jornadas y acabó la liga con 53 puntos, lo que supuso una de las mayores remontadas clasificatorias en la historia del club tras un cambio de entrenador. Tras acabar la temporada, se produjeron las marchas de tres jugadores veteranos a los que el club optó por no renovarː Markel Susaeta se fue al Gamba Osaka japonés, mientras que Ander Iturraspe y Mikel Rico se incorporaron al R. C. D. Espanyol y S. D. Huesca respectivamente. Además, Álex Remiro se marchó libre a la Real Sociedad, confirmando así las sospechas del club bilbaíno.

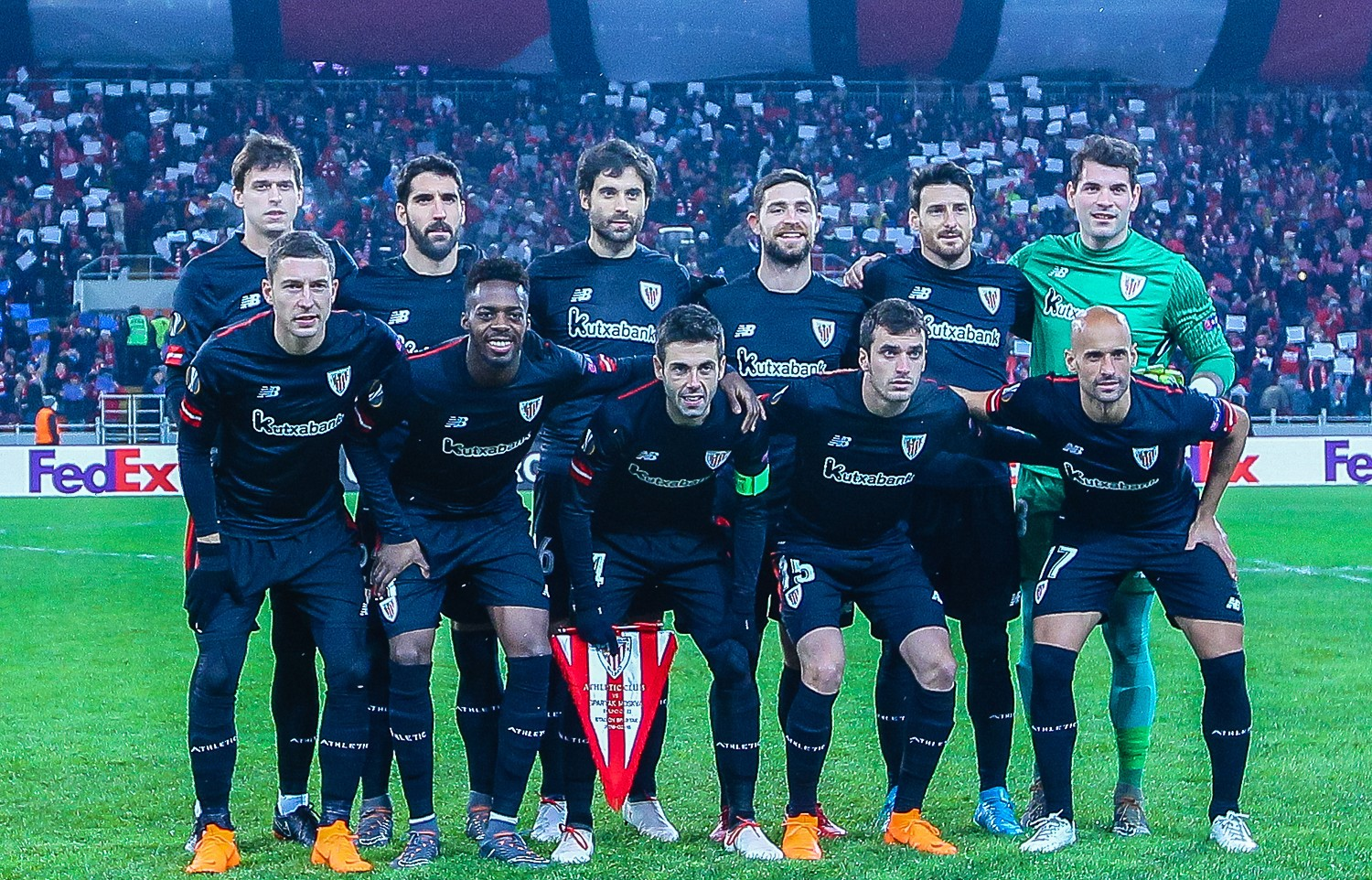
Jugadores del Athletic antes de disputar un partido de la Liga Europa de la UEFA 2017-18.

Como en veranos anteriores, las únicas incorporaciones vinieron de jugadores del filial, en este caso, Gaizka Larrazabal —hijo del exfutbolista Aitor Larrazabal— y Asier Villalibre, máximo goleador de Segunda B. También hubo otros jugadores que alternaron el primer equipo con el filial, caso de Oihan Sancet y Dani Vivian. El debut en Liga ante el F. C. Barcelona, vigente campeón de la competición, se saldó con una victoria por 1-0 para el conjunto rojiblanco después de que Aritz Aduriz, quien había anunciado una semana antes su retirada al final de temporada, mandase el balón al fondo de la red en el minuto 89 con un remate acrobático de chilena; este, además, fue él último gol que el Zorro marcó en su carrera deportiva. Aunque el arranque en Liga fue prometedor y el equipo alcanzó el liderato en la quinta jornada, luego comenzó a desinflarse y perdió muchos puntos como visitante, esto se agravó a mitad de temporada cuando pasó por una mala racha de resultados en la que solo logró una victoria entre diciembre y enero. En la recta final el equipo tuvo opciones de luchar por un puesto de Europa League, pero los malos resultados en partidos clave echaron por tierra cualquier posibilidad. Sí consiguió buenos resultados en la Copa, donde accedió a su 38.ª final del torneo tras eliminar al F. C. Barcelona en cuartos de final —con un ajustado remate de cabeza de Iñaki Williams en el último minuto— y al Granada C. F. en semifinales —gracias a un gol decisivo de Yuri—.  En la final le tocó medirse a la Real Sociedad: era la primera vez en la historia que ambos conjuntos se enfrentaban en una final de Copa, título que no habían conquistado desde los años 1980, y también la primera final entre clubes vascos desde que en 1927 la disputaran el Real Unión y el Arenas de Getxo. Un mes antes de la citada final se produjo la cancelación de las competiciones por parte de la UEFA, la RFEF y la La Liga debido a la pandemia de COVID-19. A medida que diferentes países del continente fueron registrando casos de contagio y fallecimientos, los organismos deportivos comenzaron a tomar medidas preventivas y varios de los partidos programados se disputaron a puerta cerrada (sin público), o se cancelaron para frenar su avance, pero no cesó la preocupación ni los contagios, y se dieron casos en futbolistas y directivos de diversos clubes. Debido a ello la final fue aplazada a la espera de nuevos acontecimientos.

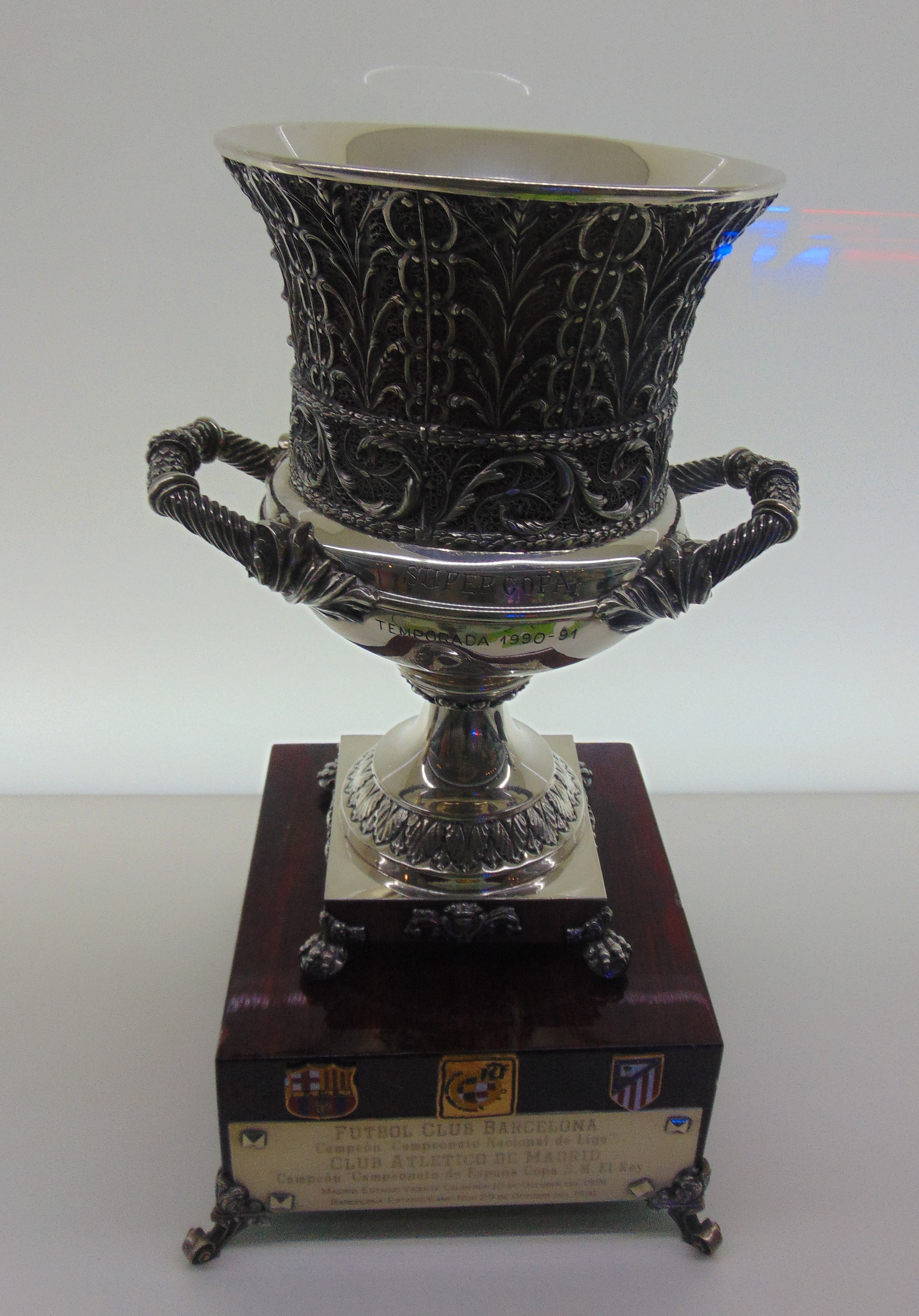
El Athletic ganó su tercera Supercopa de España en 2021 tras vencer al F. C. Barcelona por 3-2.

En la temporada 2020-21 el equipo se estancó casi desde el principio y Garitano comenzó a recibir fuertes críticas por parte de la afición que pedían su destitución. A pesar de ello, la junta directiva se mostró firme y siguió apostando por él hasta que, tras una derrota ante la Real Sociedad en San Mamés a finales de diciembre, el presidente Aitor Elizegi cesó al entrenador y puso en su lugar a Marcelino García Toral. Con el cambio de técnico el equipo mejoró notablemente y el 17 de enero de 2021 conquistó su tercera Supercopa de España; los rojiblancos eliminaron al Real Madrid (2-1) en la semifinal y después se enfrentaron al F. C. Barcelona en final, en un partido que se decidió en la prórroga con un gol de Iñaki Williams que puso el 3-2 en el marcador a favor del Athletic. En ese partido Leo Messi vio la primera y única tarjeta roja de su carrera en el primer equipo del Barça, por haberle dado un golpe a Asier Villalibre en el último minuto de la prórroga. Durante la campaña los rojiblancos lograron alcanzar por segunda vez consecutiva la final de la Copa del Rey, que nuevamente le tocó disputar contra el equipo catalán. Tanto la final aplazada el año anterior como la de 2021 se disputaron en el mes de abril. El Athletic perdió las dos, primero contra el conjunto guipuzcoano (1-0) y después contra el cuadro azulgrana (4-0), lo que supuso la sexta final copera que perdía de forma consecutiva desde 1985, hecho no había sucedido nunca en la historia de la competición. En Liga el equipo pasó sin pena ni gloria y cerró la temporada en décima posición con 46 puntos. En la campaña 2021-22 el club bilbaíno estuvo luchando por una plaza en la recién creada Liga Conferencia de la UEFA hasta la última jornada, pero de nuevo fracasó y acabó la Liga octavo con 55 puntos, si bien logró mejorar considerablemente los registros de anteriores campañas. En la Copa el Athletic eliminó al F. C. Barcelona en octavos de final y al Real Madrid en cuartos, ambos encuentros disputados en San Mamés a partido único, pero fue incapaz de superar la semifinal contra un Valencia C. F. en crisis. A final de temporada Aitor Elizegi concluyó su mandato y convocó nuevas elecciones a la presidencia del club, además, el entrenador Marcelino anunció que no seguiría en el Athletic ante la incertidumbre del proceso electoral.El 24 de junio de 2022 los socios eligieron a Jon Uriarte como nuevo presidente del club y junto con él regresó al banquillo Ernesto Valverde.

## Tercera etapa de Ernesto Valverde (2022-presente)

### 2022-actualidad: las nuevas promesas y el renacer de las ilusiones
Pese a que el equipo comenzó de forma irregular en San Mamés con un empate a 0 ante el R. C. D. Mallorca, una victoria por 1-0 frente al Valencia C. F. de Gennaro Gattuso y un derrota ante el R. C. D. Espanyol por 0-1, con gol de Martin Braithwaite en los minutos finales del partido, rápidamente comenzó a ascender en la tabla con victorias contundentes ante equipos de la zona media-baja de clasificación (1-4 en el Martínez Valero, 4-0 a la U. D. Almería en San Mamés o 3-0 al Real Valladolid, también San Mamés). De esta forma, con la irrupción de jóvenes promesas como Oihan Sancet o Nico Williams —hermano menor de Iñaki Williams—  en el primer tercio de la temporada llegó a colocarse en puestos de Liga de Campeones. 
El 13 de noviembre el Athletic disputa su último partido previo a la Copa del Mundo 2022 de Catar, frente a la U. D. Alzira en la Copa del Rey, donde vence cómodamente por 0-2 con goles de Alex Berenguer y Nico Williams. Hasta tres jugadores del Athletic acudieron al Mundial de Catar: Unai Simón y Nico Williams  fueron convocados por Luis de la Fuente con la selección española e Iñaki Williams lo hizo bajo los colores de la selección de Ghana, conjunto al que se había unido en el mes de septiembre.
Tras la celebración del Mundial el equipo bajó su rendimiento, y en los cinco primeros partidos apenas pudo sumar 2 puntos de 15 frente a rivales directos como Betis, C. A. Osasuna o Real Sociedad. Si bien el equipo presentó un rendimiento irregular en liga, donde cayó de los puestos europeos, sí conseguía avanzar rondas de Copa, eliminando así a Sestao River, Eldense, Espanyol y al Valencia en cuartos de final con una gran actuación por 1-3 en Mestalla. El destino quiso que entre los acompañantes del Athletic en el bombo de semifinales (F. C. Barcelona, el Real Madrid y C. A. Osasuna) fuese el club rojillo el rival para disputar el partido de ida en El Sadar y la vuelta en Bilbao.
En el partido de ida un solitario gol de Ez Abde dio ventaja al conjunto rojillo en la eliminatoria ante un Athletic que apenas generó peligro sobre el marco local, por lo que la eliminatoria se decidiría en San Mamés. Con una afición entregada y un equipo volcado, San Mamés recibió a C. A. Osasuna el 4 de abril en un partido donde el conjunto rojiblanco dispuso de un gran número de ocasiones para dar la vuelta a la eliminatoria. Sin embargo, solo Iñaki Williams consiguió acertar, lo que llevó el partido a la prórroga. Fue en la recta final del tiempo añadido, cuando la eliminatoria parecía irse a los penaltis, que el joven canterano pamplonés, Pablo Ibáñez, cazó un balón en la frontal del área para superar a Julen Agirrezabala y meter a C. A. Osasuna en la final.
Lejos de hundirse en Liga, el equipo atravesaba una buena racha liguera, donde a ocho jornadas del final había conseguido 13 puntos en los últimos cinco partidos, que lo situaban a 2 puntos de la quinta posición, y permitían soñar con posiciones de UEFA Europa League en la recta final del campeonato. Sin embargo, el equipo se cae y solo consigue sumar una victoria en los últimos ocho partidos de Liga. Pese a tener ventaja sobre sus perseguidores (Girona, C. A. Osasuna y Rayo Vallecano) la derrota ante un descendido Elche en San Mamés en lo minutos finales de la jornada 37 dejaba al club bilbaíno en una situación donde solo le valía ganar en el Santiago Bernabéu en la jornada final de liga y esperar que el choque entre C. A. Osasuna y Girona F. C. se saldase con empate para así poder acceder a la UEFA Conference League. Finalmente, ni una cosa ni otra sucedió: el Athletic Club empató a 1 frente al club blanco y el C. A. Osasuna venció al Girona para clasificarse a las competiciones europeas 16 años después y truncar las aspiraciones rojiblancas por segunda vez en la misma temporada. El Athletic Club terminó la Liga, de nuevo, en la octava posición.
A la conclusión del campeonato de 2022-23, Iñigo Martínez, que había participado de forma intermitente a lo largo de la temporada pasada, se marchó al F. C. Barcelona tras finalizar su contrato. Además, el club decidió prescindir de los veteranos Mikel Balenziaga y Ander Capa, y del joven canterano Oier Zarraga. Por último, un jugador que venía siendo un habitual en temporadas anteriores como Unai Vencedor salió cedido rumbo a la S. D. Eibar de Joseba Etxeberria. En el apartado de incorporaciones, repescó al centrocampista Iñigo Ruiz de Galarreta tras su buen rendimiento en el R. C. D. Mallorca  y firmó al joven delantero Javier Martón, procedente de la Real Sociedad B y que posteriormente saldría cedido rumbo al C. D. Mirandés hasta el término de la temporada 2023-2024.
En lo deportivo, el calendario liguero deparaba un comienzo complicado para el conjunto rojiblanco ya que se enfrentaría al Real Madrid en San Mamés en la jornada 1. El debut en Liga se saldó con una victoria visitante por 0-2 con doblete de la reciente incorporación merengue: Jude Bellingham. El rendimiento del equipo mejoró en las próximas jornadas y gracias a los goles de delantera titular formada por Iñaki Williams, Nico Williams, Oihan Sancet y Gorka Guruzeta y a las aportaciones de jóvenes cachorros como Unai Gómez o Beñat Prados el equipo se asienta en las posiciones europeas en la primera mitad de temporada. El equipo presenta una mejor fortuna de cara a puerta y una mentalidad diferente a la observada en campañas anteriores, rescatando así puntos en los últimos minutos en diferentes jornadas: Álex Berenguer anota el 2-2 frente al Valencia C. F. y el 4-3 frente al Celta de Vigo en San Mamés, y Unai Gómez da la victoria con un cabezazo en el último minuto frente a la U. D. Las Palmas. 
Entre las victorias más señaladas de la primera mitad de la temporada se encuentra la cosechada frente al Atlético de Madrid por 2-0 el 16 de diciembre. A la gran actuación del equipo bilbaíno y al increíble gol anotado por Nico Williams se le añadía la celebración del aniversario de los 125 años del club, donde entre los festejos se incluía la inauguración de la estatua a José Ángel Iribar, leyenda del club y jugador con más partidos disputados, en la explanada de San Mamés y el partido entre leyendas del club rojiblanco y leyendas del F. C. Porto. En el partido participaron jugadores de todas las épocas del Athletic, desde Manu Sarabia hasta Aritz Aduriz, pasando por otras leyendas como Julen Guerrero o Javier Clemente como entrenador.

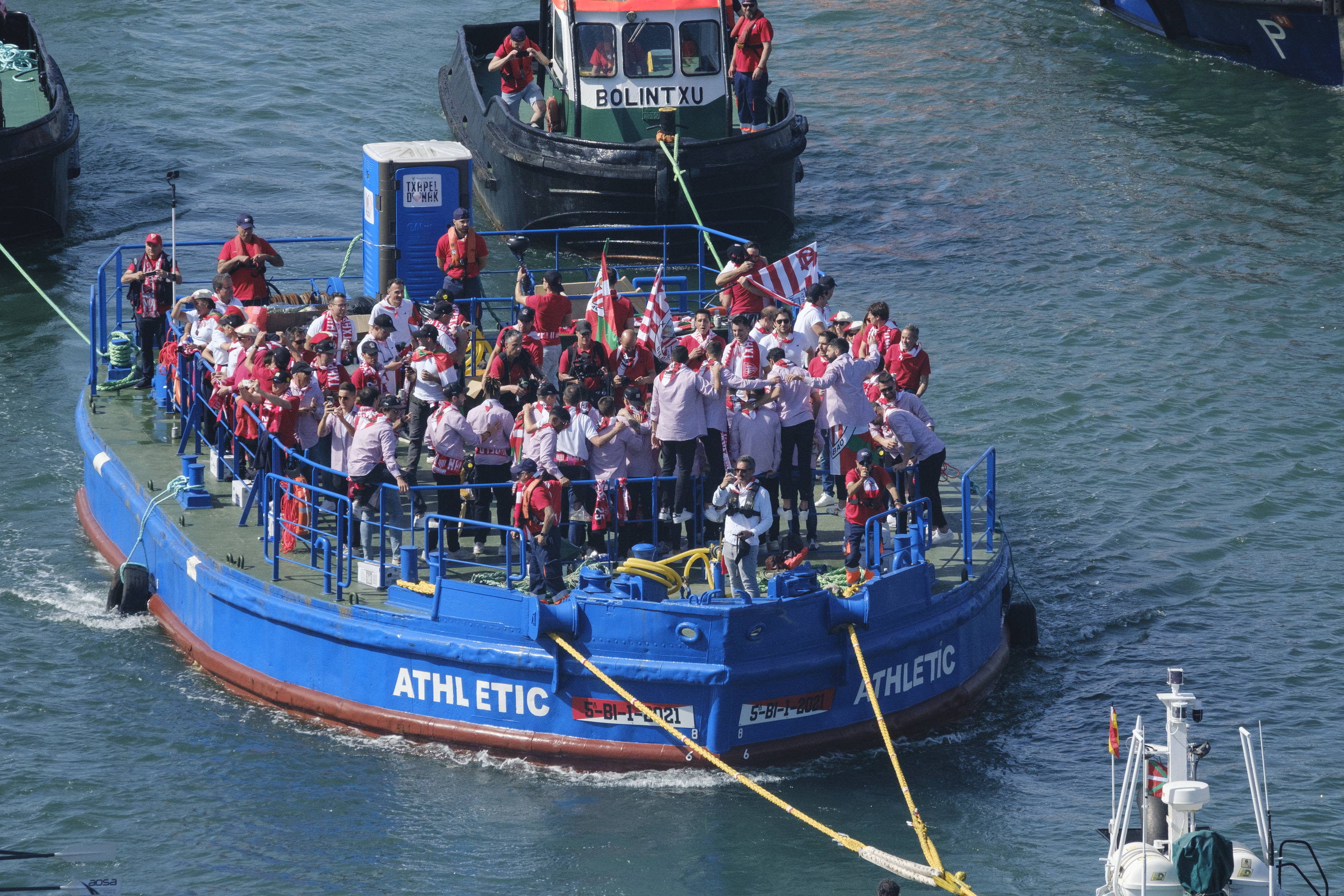
Jugadores del Athletic subidos a la gabarra durante la celebración del título de Copa de 2024.

La temporada 2023-24 resultó un éxito para el Athletic. Después de haber eliminado al F. C. Barcelona y al Atlético de Madrid en el torneo copero, el 7 de abril de 2024 se enfrentó al R. C. D. Mallorca en una final que se decidió en los penaltis; Álex Berenguer marcó el gol definitivo que proclamó campeón de la Copa del Rey al Athletic por primera vez en cuarenta años. El club festejó el triunfo con el tradicional paseo en gabarra por la ría de Bilbao, donde se dieron cita más de un millón de personas. Por otra parte, en el campeonato de Liga alcanzó la quinta plaza con 68 puntos –la segunda mejor marca de su historia– y se clasificó para disputar la próxima Liga Europa de la UEFA 2024-25, cuya final se disputa en San Mamés. Además, Unai Simón logró el Trofeo Zamora al mejor guardameta de La Liga, algo que no lograba un portero rojiblanco desde que lo hiciese José Ángel Iribar en la campaña 1969-70. Al margen de los éxitos, durante el curso irrumpieron con fuerza los canteranos Beñat Prados y Unai Gómez, además de la consagración del central Aitor Paredes. En junio de 2024 Unai Simón, Nico Williams y Dani Vivian fueron convocados por el seleccionador Luis de la Fuente para disputar la Eurocopa 2024 con España, de la cual resultaron campeones; Simón fue el portero titular, Vivian jugó un par de veces y Williams tuvo una actuación destacada y fue elegido mejor jugador de la final.
| Alineación típica de la temporada 2023-2024: - Unai Simón - Óscar de Marcos - Dani Vivian - Aitor Paredes - Yuri Berchiche - Iñaki Williams - Iñigo Ruiz de Galarreta - Beñat Prados - Nico Williams - Oihan Sancet - Gorka Guruzeta - Ent: Ernesto Valverde |  | Unai Simón De Marcos Vivian Paredes Yuri Iñaki Williams Galarreta Beñat Prados Nico Williams Sancet Guruzeta |
| Unai Simón De Marcos Vivian Paredes Yuri Iñaki Williams Galarreta Beñat Prados Nico Williams Sancet Guruzeta |  | |

Otros suplentes: Julen Agirrezabala, Yeray Álvarez, Iñigo Lekue, Mikel Vesga, Ander Herrera, Mikel Jauregizar, Iker Muniain, Unai Gómez, Asier Villalibre y Raúl García.